# Chińska wojna domowa
Chińska wojna domowa – wojna domowa między rządzącymi nacjonalistami (Kuomintang) a komunistami (Komunistyczna Partia Chin) o władzę nad Republiką Chińską, trwająca od sierpnia 1927 do października 1949 roku. Zmagania komplikowała agresja Japonii, która w 1931 roku zajęła Mandżurię, a w roku 1937 dokonała pełnoskalowej inwazji na kraj, którą odpierając strony się zjednoczyły. Obrona stała się częścią II wojny światowej, w której Japonia została pokonana, po czym wojna domowa rozgorzała na nowo. Do 1949 roku komuniści zdobyli przewagę i proklamowali Chińską Republikę Ludową. Wydarzenie to uznawane bywa za formalny kres wojny, choć walki trwały jeszcze w latach pięćdziesiątych. Pokonany rząd, resztki jego wojsk i zwolenników ewakuowali się na Tajwan, gdzie podtrzymali państwowość Republiki Chińskiej, co doprowadziło do utrzymującej się po dziś dzień sytuacji w której dwa państwa uznały się za jedne Chiny.

## Tło
Dynastia Qing będąca ostatnią z rządzących w Chinach dynastii załamała się w 1911 roku i ostatecznie upadła w 1912 roku po abdykacji ostatniego cesarza. Chiny weszły wtedy w okres znany jako epoka watażków w trakcie której znaczna część kraju znalazła się pod kontrolą niezależnych watażków – przywódców militarnych dysponujących prywatnymi armiami.
Antymonarchistyczna i zjednoczeniowa partia Kuomintang i jej lider Sun Jat-sen w celu pokonania watażków zajmujących znaczną część północnych Chin rozpoczęli szukanie pomocy wśród światowych mocarstw. Zachodnie mocarstwa ignorowały wysiłki Suna co skłoniło go w 1921 roku do zwrócenia się w stronę Rosji sowieckiej. Kierownictwo radzieckie rozpoczęło dwutorową politykę wspierania zarówno Suna jak i nowo powstałej Komunistycznej Partii Chin. W 1923 roku Sun i przedstawiciel ZSRR Adolf Joffe wynegocjowali w Szanghaju radziecką pomoc dla zjednoczenia Chin. Obydwaj politycy wydali wspólny manifest w którym zadeklarowano współpracę między Kuomintangiem, KPCh i Kominternem. Jeszcze w tym samym roku do Chin przybył delegat Kominternu Michaił Borodin, który pomógł w reorganizacji i konsolidacji KMT według wzorców Rosyjskiej Partii Komunistycznej (bolszewików). W tym czasie KMT i KPCh utworzyły między sobą koalicję znaną jako Pierwszy Zjednoczony Front.
W 1923 roku Sun Jat-sen wysłał jednego ze swoich zastępców jeszcze z czasów Tongmenghui, Czang Kaj-szeka na kilkumiesięczne studia wojskowe i polityczne do Moskwy. Po powrocie do kraju Czang został dyrektorem Republikańskiej Akademii Wojskowej. Była to rola tak prestiżowa, że jego znaczenie w KMT wzrosło, aż w końcu wybrano go na następcę Suna na stanowisku przewodniczącego partii. Sowieci dostarczyli akademii zaopatrzenie, wyposażenie oraz broń. Dzięki tej pomocy KMT był w stanie utworzyć wewnątrzpartyjną armię. W akademii obecni byli również członkowie KPCh którzy niekiedy zajmowali w niej kluczowe stanowiska instruktorów (był nim m.in. Zhou Enlai).
W 1923 roku KMT liczyło 50 tysięcy członków, KPCh natomiast tylko 300 w 1922 i 1500 w 1925 roku, jednocześnie wielu komunistów indywidualnie wstępowało w szeregi KMT.

### Ekspedycja północna i rozłam między KPCh a KMT
Na początku 1927 roku rozpoczęła się rywalizacja między KPCh a KMT. KPCh i lewicowe skrzydło KMT utworzyły odrębny rząd kuomintangowski w Wuhanie będącym miastem o silnie komunistycznych wpływach. Na czele lewicowego rządu KMT stanął Wang Jingwei. Po pokonaniu watażki Suna Chuanfanga, prawica KMT z Czangiem i Li Zongrenem przeniosła się natomiast na wschód w stronę Jiangxi, gdzie Czang utworzył odrębny rząd. Lewica KMT potępiła Czanga za chęć eliminacji wpływów komunistów z KMT i za mające ich zdaniem miejsce pogwałcenie trzech zasad ludowych KMT opracowanych przez Suna.
7 kwietnia Czang i kilku innych przywódców KMT odbyło spotkanie, na którym zdecydowano, że komuniści są społeczno-ekonomicznie uciążliwi i muszą zostać dla dobra rewolucji narodowej odsunięci od władzy. 12 kwietnia prawica KMT przeprowadziła w Szanghaju masakrę, w wyniku której zginęło 5000 lewicowych działaczy, a wielu innych zostało aresztowanych. Za przeprowadzanie masakry odpowiedzialny był ówczesny stronnik Czanga generał Bai Chongxi. Wydarzenie to przeszło do historii jako incydent 12 kwietnia lub masakra szanghajska. Armia Czanga powędrowała następnie na Wuhan jednak została odparta przez dowódcę wojskowego z KPCh, generała Ye Tinga. Sojusznicy Czanga zaatakowali również komunistów w Pekinie gdzie 19 czołowych komunistów zostało zabitych przez lokalnego watażkę Zhang Zuolina, a w mieście Changsha oddziały He Jiana zmasakrowały setki chłopskich milicjantów sprzyjających KPCh. W wyniku czystek z rąk nacjonalistów zginęły dziesiątki tysięcy komunistów i ich sympatyków. KPCh utraciło 15 tysięcy spośród 25 tysięcy członków. Masakry pogłębiły przepaść między rządem Czanga a Wanga.
KPCh nadal popierała rząd KMT w Wuhanie, co zmieniło się po V Kongresie partii komunistycznej, a 15 lipca 1927 roku rząd Wuhanu wydalił wszystkich komunistów z Kuomintangu a rząd ten następnie został obalony przez Czanga. Wzmocniona prawica KMT poszerzała stopniowo swoje tereny i kontynuowała kampanię przeciwko watażkom zdobywając w czerwcu 1928 roku Pekin i kontrolę nad pokaźnymi obszarami wschodnimi.

## Powstanie komunistyczne
Po masakrze szanghajskiej działacze KPCh wycofali się na wieś lub rozpoczęli działalność podziemną. Komuniści zaatakowani przez KMT rozpoczęli próby przygotowania zbrojnej rebelii. Komuniści założyli armię rebeliancką która przyjęła nazwę Robotniczo-Chłopskiej Armii Czerwonej Chin a później Chińskiej Armii Ludowo-Wyzwoleńczej. Batalion pod dowództwem Zhu De 1 sierpnia 1927 roku zaatakował miasto Nanchang rozpoczynając powstanie. Początkowo odniosło ono sukces, jednak stopniowo komunistyczne oddziały zmuszono do odwrotu na południe do Shantou a następnie na pustynię Fujian. Mao Zedong mianowany został dowódcą naczelnym Armii Czerwonej i poprowadził cztery pułki do Changsha celem wywołania powstania chłopskiego w całym Hunan. W międzyczasie komuniści w liczbie 1000 żołnierzy zajęli górskie regiony prowincji Jiangxi. Komuniści rozpoczęli w Jiangxi budowę własnego niezależnego od rządu terytorium. Armia Czerwona stale powiększała swoją liczebność, aż osiągnęła ona około 1800 żołnierzy.
Po wkroczeniu Mao do Hunan wiosną 1928 roku sytuację wykorzystał Kuomintang, który najechał obszary w Jiangxi. Siły Mao pozbawione bazy wypadowej zjednoczyły się z oddziałami generałów Zhu De i Lin Biao. Trzej dowódcy wspólnymi siłami odbili górskie regiony Jiangxi, jednak w ciągu najbliższych tygodni Kuomintang ponownie wysłał w ten region oddziały, wywołując w górach zaciekłe walki partyzanckie. Siły Zhu po odparciu KMT w górach ponownie udały się do Hunan. Kuomintang, wykorzystując nieobecność Zhu, ponownie zaatakował bazę Mao. Po 25 dniach obrony Mao wymknął się w nocy z obozu w celu uzyskania wsparcia. Mao przekonał do powrotu w góry Zhu, który pomógł odzyskać bazy Armii Czerwonej. Komuniści zyskali dodatkowo wsparcie pułku dezerterów z Kuomintangu i Piątej Armii Czerwonej Peng Dehuaia. Mimo ucieczki sił Kuomintangu z regionu, komuniści w dalszym ciągu pozostawali w trudnej sytuacji spowodowanej niedoborami żywności w okresie zimowym (górzyste tereny nie nadawały się do upraw).
W styczniu 1929 roku Mao i Zhu ewakuowali swoją bazę i przenieśli swoje wojska na południe w okolice Tonggu i Xinfeng w Jiangxi, gdzie zbudowali nową bazę. Siły Mao i Zhu liczyły 2000 żołnierzy, po czym zostały wzmocnione o 800-osobowy oddział dostarczony przez Penga. Ewakuacja spowodowała spadek morale armii a wielu żołnierzy stało się nieposłusznych, co spowodowało incydenty przestępcze z ich udziałem. Komuniści w trakcie powstania nie zyskali wsparcia ze strony ZSRR, a ponadto ich przywódcy popadli w konflikt z Kominternem. Moskwa chcąc podporządkować sobie partię wysłała do Chin grupę przeszkolonych w ZSRR chińskich komunistów znanych jako 28 bolszewików. Obecność 28 bolszewików w partii (dwóch z nich trafiło do Komitetu Centralnego) pogłębiło spory wewnątrzpartyjne i rywalizację o władzę w KPCh.

### Chińska Republika Rad
W lutym 1930 roku oddziały Mao utworzyły rząd radziecki w regionie południowo-zachodniego Jiangxi. Mao spotkał się na swoich obszarach z problemami wewnętrznymi podsycanymi przez proradzieckich członków partii. Proradzieccy komuniści oskarżyli go o to że jest zbyt umiarkowany a następnie o kontrrewolucyjność wskazując na jego domniemane powiązania z Ligą Antybolszewicką i trockizmem. W grudniu 1930 roku doszło do próby obalenia Mao. Mao udało się pokonać rebeliantów. W starciach zginęło od dwóch do trzech tysięcy przeciwników Mao w ruchu komunistycznym. Po opanowaniu sytuacji przez Mao, KC KPCh widząc Jiangxi jako bezpieczną okolicę przeniosło się w ten region a w listopadzie komuniści ogłosili tam utworzenie Chińskiej Republiki Rad będącej niezależnym państwem. Chociaż Mao został ogłoszony przewodniczącym Rady Komisarzy Ludowych to w praktyce jego władza została pomniejszona a kontrolę nad Armią Czerwoną przejął Zhou Enlai.
Armie Kuomintangu próbując pokonać komunistów wykorzystując przewagę liczebną przyjęły strategię okrążenia ich w republice radzieckiej. Mao w walce zastosował taktyki partyzanckie zapożyczone z dzieł starożytnych strategów wojskowych (Sun Zi). Zhou i nowe kierownictwo ukróciło te praktyki i przyjęło politykę otwartej konfrontacji i konwencjonalnej wojny. Niemniej jednak Armii Czerwonej udało się rozbić pierwszą i drugą ofensywę Kuomintangu. Czang rozwścieczony niepowodzeniami armii Kuomintangu osobiście przejął prowadzenie nad operacją jednak także i jemu nie udało się pokonać Armii Czerwonej. Przywódca wycofał się z regionu po kolejnym wtargnięciu Japończyków na ziemie Chin. W wyniku zmian strategii Kuomintangu który przyjął doktrynę skupienia się na obronie przed japońskim ekspansjonizmem, Armia Czerwona rozszerzyła obszar nad którym rządziła do obejmującego populacją trzy miliony osób.
Komuniści na kontrolowanych przez siebie terenach rozpoczęli program reformy rolnej, która rozpoczęła się w listopadzie 1931 roku i została poszerzona w czerwcu 1933 roku. Ponadto wprowadzili w życie programy edukacyjne i zmierzające ku zwiększeniu udziału kobiet w polityce. Z czasem Czang wrócił do Jiangxi uważając komunistów za większe zagrożenie od Japończyków. Czang zainicjował kampanię okrążenia i bombardowań które przyczyniły się do osłabienia morale Armii Czerwonej. Osaczeni czerwonoarmiści utracili dostęp do lekarstw i żywności w rezultacie czego przywódcy KPCh zdecydowali się na ewakuację.

#### Długi Marsz
14 października 1934 roku Armia Czerwona osłabiona przez atak Kuomintangu rozpoczęła Długi Marsz – przegrupowanie z prowincji Jiangxi w południowo-wschodnich Chinach do Chin północno-zachodnich. Wraz z liczącą 85 tysięcy żołnierzy Armią Czerwoną wyruszyły kadry partyjne w liczbie 15 tysięcy. Ci którzy pozostali na miejscu organizowali oddziały partyzanckie mające obronić tych którzy nie wyruszyli na północny zachód, opór nie przyniósł większych rezultatów a partyzanci wraz z wieloma rannymi, chorymi a także kobietami i dziećmi zostali zmasakrowani przez oddziały wierne Kuomintangowi. Sto tysięcy zwolenników KPCh udało się najpierw na południe do Hunan gdzie stoczyli oni ciężkie walki z nacjonalistami a następnie przez rzekę Wu do prowincji Kuejczou. Komuniści w styczniu 1935 roku zajęli miejscowość Zunyi. W Zunyi odbyła się konferencja na której Mao objął kierownicze stanowiska stając się przewodniczącym Biura Politycznego (a więc de facto przywódcą partii i Armii Czerwonej). Mao sprecyzował nowy cel – budowa władzy radzieckiej w Shaanxi w północnych Chinach skąd komuniści mogliby się skoncentrować na walce z Japończykami.
Siły ACz znalazły się w cięższej sytuacji i zostały zmuszone do walki o most w Luding. Bitwa udała się a marsz kontynuowany był wokół pasm górskich wokół Ma’anshan. W Mokuang w Zachodnim Syczuanie ACz napotkała silną Czwartą Armię Zhanga Guotao liczącą 50 tysięcy żołnierzy. Zhang będący jednym z liderów KPCh nie zgodził się na kurs obrany przez Mao i udał się w osobną podróż do Tybetu lub Sikkimu a więc z dala od strefy wpływów Kuomintangu. Obaj przywódcy ostatecznie powędrowali w swoje strony, a do Zhanga dołączył Zhu De. Siły Mao nie zmieniły planu i dalej szły na północ pokonując setki mil. Na bagnistych obszarach Armia Czerwona była atakowana przez plemiona Mandżurów a wielu żołnierzy zachorowało, poważnym problemem okazało się też wyczerpanie zapasów które doprowadziło do głodu. Po dotarciu do pasma Min Shan i gór Liupan Armia Czerwona została wciągnięta zarówno w walki z Kuomintangiem jak i islamską milicją konną. Gdy oddziały KPCh dotarły na miejsce okazało się, że cały marsz wytrzymało jedynie od 7000 do 8000 żołnierzy. Długi Marsz zacementował Mao jako dominującą postać w partii.
W trakcie tych starć Kuomintang używał często najemnych bandytów z regionu Kham wiernych lokalnym watażkom. Było to celowe posunięcie mające na celu oszczędzanie sił KMT.

## Rozejm i sojusz antyjapoński
Po przybyciu do Yan’an w październiku 1935 roku żołnierze ACz ze zgrupowania Mao osiedli w Bao’an. Pozostali tam do wiosny 1936 roku a w trakcie swojej obecności nawiązali współpracę z lokalnymi społecznymi, zaoferowali mieszkańcom pomoc medyczną i rozpoczęli program alfabetyzacji. Liczba wojsk Mao wzrosła do 15 tysięcy żołnierzy wspartych przez przybycie ludzi He Longa z Hunan i armii Zhu De i Zhanga Guotao którzy powrócili z Tybetu. Czang zignorował wiadomość komunistów i kontynuował samodzielną wojnę, wkrótce został jednak aresztowany przez własnego generała Zhang Xuelianga (incydent Xi’an). Zhang zmusił Czanga do rozmów z komunistami, a w ich wyniku i ustępstw z obu stron 25 grudnia 1936 roku utworzono jednolity front antyjapoński. Sam Zhang został później umieszczony przez Czanga w areszcie domowym, gdzie spędził większość swojego życia, a sojusz zawieszono, wstrzymując jednak wzajemnie ataki.
Po ataku w styczniu 1937 roku rozpoczęła się ekspedycja antyjapońska polegająca na wysyłaniu oddziałów partyzanckich na terytoria okupowane przez Japończyków. 5 maja a więc już po rozpoczęciu drugiej wojny chińsko-japońskiej, KPCh wysłała do Rady Wojskowej Rządu KMT propozycję sojuszu wojskowego. Japończycy zdobyli zarówno Szanghaj, jak i Nankin (czego skutkiem była masakra nankińska), w efekcie czego rząd Kuomintangu wycofał się w głąb lądu do Chongqing. Japońska brutalność przyczyniła się do zwiększenia liczby żołnierzy chińskich, sama Armia Czerwona urosła z 50 do 500 tysięcy żołnierzy. W sierpniu 1938 roku Armia Czerwona założyła Czwartą Armię i Ósmą Armię które znalazły się pod nominalnym dowództwem Narodowej Armii Rewolucyjnej Czanga. W sierpniu 1940 roku Armia Czerwona rozpoczęła Kampanię Stu Pułków w której 400 tysięcy chińskich wojskowych zaatakowało Japończyków w pięciu prowincjach jednocześnie. Kampania okazała się sukcesem Chińczyków i spowodowała śmierć 20 tysięcy żołnierzy japońskich oraz utratę przez Japonię szlaków kolejowych i kopalń.
Pomimo formalnego sojuszu KPCh wykorzystało okazję do poszerzenia swoich obszarów i przygotowań do nadchodzącej walki z Kuomintangiem. W 1939 roku KMT zaczął ograniczać ekspansję KPCh co doprowadziło do częstych starć między KPCh a KMT. Starcia te nie trwały długo ponieważ żadna ze stron nie była wówczas zdolna prowadzić wojnę na dwóch frontach. W 1943 roku KPCh ponownie aktywnie rozpoczął poszerzanie obszarów kosztem KMT. Jeszcze w trakcie trwania wojny z Japonią, w 1943 roku rząd Czanga obawiając się zbytniego rozrostu wpływu komunistów rozpoczął akcje propagandową wymierzoną w KPCh. Komuniści zareagowali na akcje oskarżając Czanga o skłonności do faszyzmu. Wojna okazała się wielkim sukcesem KPCh szczególnie po japońskiej operacji Ichi-gō, która znacznie osłabiła siły Kuomintangu i umożliwiła przejęcie przez KPCh pierwszeństwa w prowadzeniu walk. Choć formalny sojusz trwał do 1945 roku, współpraca de facto ustała już w 1940 roku.

## Okres przejściowy po wojnie z Japonią
Po bezwarunkowej kapitulacji Japonii, Stany Zjednoczone Ameryki nakazały, by wojska japońskie poddały się wojskom KMT, a nie KPCh. Sytuacja inaczej wyglądała w Mandżurii, gdzie KMT nie miała swoich sił więc Japończycy poddali się wojskom ZSRR. W pierwszych powojennych negocjacjach pokojowych w Chongqing w dniu 28 sierpnia 1945 roku uczestniczyli zarówno Czang, jak i Mao. 10 października 1945 roku obaj przywódcy zawarli pokój co nie przyniosło jednak żadnych konkretnych rezultatów – walki między stronami wywiązały się na nowo. Walki na wielką skalę wywiązały się gdy ZSRR odmówił KMT oddania władzy nad Mandżurią a wycofując się umożliwił wkraczanie na obszar regionu wojsk KPCh. Wojska KMT wsparte przez lotnictwo amerykańskie rozpoczęło walki z siłami komunistycznymi na północy kraju. 14 listopada 1945 roku siły KMT rozpoczęły ofensywę mającą na celu uniemożliwienie KPCh powiększenia kontrolowanych obszarów.
Działania Czanga który wraz ze swoimi wojskami ruszył do Jinzhou, były nieumiejętne i umożliwiły komunistom przeprowadzenie kontrofensywy w wyniku której KPCh objęło kontrolę nad niemal całym półwyspem Szantung (z wyjątkiem miejsc znajdujących się pod kontrolą armii USA). Mimo rzeczywistego trwania wojny rozejm oficjalnie rozwiązano w czerwcu 1946 roku.

## Wznowienie walk
W chwili rozpoczęcia kolejnego etapu wojny domowej na prowadzenie z góry wysuwali się komuniści. Ich armia wzrosła do 1,2 miliona żołnierzy, milicja z kolei do dwóch milionów. Komuniści kontrolowali jedną czwartą terytorium kraju i jedną trzecią ludności. Ponadto ZSRR przekazał KPCh znaczną ilość dostaw broni przechwyconej od Japończyków. Komuniści znacznie zwiększyli swoje poparcie obiecując reformę rolną – w ten sposób do wojsk KPCh dołączyła ogromna liczba bezrolnych i głodujących chłopów. KPCh zyskała niemalże nieograniczoną liczbę ludzi przeznaczonych zarówno do walki jak i celów logistycznych. Na przykład w trakcie kampanii o Xuzhou komuniści byli w stanie zmobilizować do walki 5 430 000 chłopów.
Na niekorzyść KMT wpływał też fakt że celowo wykorzystywali oni z udziałem Amerykanów wojska japońskie do osłabienia komunistów, niekorzystna była także polityka wewnętrzna wdrażana przez to ugrupowanie. Chaos spowodowało przejmowanie przez KMT większości banków, fabryk i nieruchomości komercyjnych które wcześniej zostały zajęte przez armię japońską. Coraz większą niechęć ludności cywilnej budziło też przymusowe odbieranie cywilom zaopatrzenia które miało być wykorzystywane przez armie do walki z komunistami. Takie działania KMT spowodowały również utrudnienia dla mieszkańców wielu miast w tym Szanghaju gdzie na skutek gospodarczego kryzysu bezrobocie gwałtownie wzrosło do aż 37,5%. Kryzys wywołał masowe protesty studentów i intelektualistów na które KMT odpowiadało brutalnymi represjami. Kolejną przyczyną kryzysu KMT były wewnętrzne walki frakcyjne. Kryzys spowodował masowe dezercje w wyniku których z dwumilionowej armii KMT uciekło aż milion żołnierzy.
USA ciągle wspierało słabnące siły Kuomintangu. Ponad 50 tysięcy marines zostało wysłanych do ochrony strategicznych punktów a 100 tysięcy żołnierzy amerykańskich do przybrzeżnej prowincji Szantung. Armia amerykańska ponadto przeszkoliła ponad 500 tysięcy wojskowych KMT i przerzucała siły narodowców na przechwycone od komunistów strefy. Rząd narodowców otrzymał kredyty warte setki milionów dolarów – w ciągu mniej niż dwóch lat po wojnie chińsko-japońskiej, KMT otrzymał 4,43 miliarda dolarów z których większość przeznaczona była na wojsko.

### Siły i środki obu stron
Wbrew wielu twierdzeniom często powielanym przez autorów, wojska Republiki Chińskiej nie dysponowały istotną przewagą nad siłami komunistycznymi, a twierdzenia jakoby była to armia w większości wyposażona przez Stany Zjednoczone są nieprawdziwe. Liczebność wojsk rządowych wynosiła po demobilizacji po zakończeniu wojny z Japonią około 2,1 mln żołnierzy. Nawet w trakcie wojny oporu liczebność ANR nie przekraczała 3,6 mln ludzi. Z liczby 2,1 mln żołnierzy jednakże 870 tys. stanowiły służby tyłowe o niewielkiej zdolności bojowej. Redukowało to rzeczywistą siłę uderzeniową tych wojsk na 1,2 mln osób. Po mobilizacji z lipca 1947 r. szeregi ANR wzrosły do 2,7 mln żołnierzy jednak nigdy nie przekroczyły jej. Twierdzenia jakoby KMT miało 4,3 mln żołnierzy pochodzą z propagandowego ogólnika KPCH z października 1948 r.
Jeśli chodzi o lotnictwo nacjonalistów to sytuacja nie wyglądała lepiej. Dysponowali oni w 1945 r. łącznie 305 maszynami bojowymi ( 200 myśliwców, 60 średnich i 30 lekkich bombowców oraz 15 samolotów rozpoznawczych). Uzupełniało je 120 samolotów transportowych. Potem siły te wzrosły do 342 samolotów bojowych i 157 transportowych. Siły pancerne nacjonalistów stanowiła jedna brygada amerykańskich czołgów lekkich Stuart M3A3 z powodu słabego opancerzenia nie używanych w Europie i mieszanki 300 czołgów japońskich, niemieckich itd. Incydentalnie pojawiały się francuskie Renault FT czy sowieckie T-26. Jeśli chodzi o artylerię to elitarne oddziały dysponowały działami kal 75 mm i 105 mm, reszta broni miała ledwie znośną jakość.
Liczebność wojsk komunistycznych na początku wojny domowej wyglądała następująco. Według podstawowej pracy Guillermaza komuniści dysponowali w chwili kapitulacji Japonii 910 tys. żołnierzy. Jednak w lipcu 1946 r., po wchłonięciu armii byłego Mandżukuo i wcieleniu do szeregów 100 tys. żołnierzy koreańskich liczba armii wzrosła do 1,278 mln żołnierzy. W takim razie wojska komunistów były tak samo liczne jak realne siły KMT zdolne do działań bojowych.
Jeśli chodzi o uzbrojenie to komuniści już na początku wojny uzyskali wyraźną przewagę w sprzęcie dzięki strumieniowi dostaw jaki popłynął ze Związku Radzieckiego. Według danych opublikowanych przez władze sowieckie, które obecnie nie są kwestionowane przekazano komunistom chińskim 861 skonfiskowanych japońskich samolotów, 600 czołgów, ponad 3700 dział i moździerzy, prawie 12 tys. karabinów maszynowych i silną flotyllę rzeczną operującą na Sunghari. Oprócz tego zwożono wypełniowe uzbrojeniem wagony z Północnej Korei i przekazano KPCH pojapońskie arsenały m.in. w Chanchunie. Wywiad Republiki wspominał o liczbie 1068 samolotów przekazanych dla komunistów, bowiem uwzględniał wszystkie 3 radzieckie fronty na dalekim wschodzie a nie dwa jak przytoczone wyżej dane sowieckie. Tak więc komuniści otrzymali potężne wsparcie od Rosji Sowieckiej a ich przewaga nad pozostawionymi bez pomocy zza oceanu nacjonalistami była znaczna. 

### Ostatnia faza wojny
20 lipca 1946 roku Czang rozpoczął atak na terytorium komunistów z użyciem 113 brygad wojsk (1,6 miliona żołnierzy). Kampania ta była ostatnią fazą chińskiej wojny domowej. Pomimo początkowych symbolicznych sukcesów KMT wzmocnionego przez amerykańskie zaopatrzenie, komuniści przeprowadzili kontratak i 30 czerwca 1947 roku przekroczyli rzekę Huang He. Jednocześnie do kontrataku przystąpiły siły komunistów w północno-wschodnich, północnych i wschodnich Chinach. Jeszcze w 1948 roku KPCh zajęło znajdujące się na północy miasta Shenyang i Changchun (po sześciomiesięcznym oblężeniu). Na wiosnę i jesieni tego roku komuniści przejęli znaczne tereny na południe od Wielkiego Muru, w kwietniu zajęli miasto Luoyang a na jesieni prowincję Shandong i Jinan.
Na początku 1949 roku niemal całe Środkowo-Wschodnie Chiny znalazły się pod rządami KPCh. W wyniku kampanii Pingjin trwającej od 21 listopada 1948 do 31 stycznia 1949 roku komunistom udało się podbić całe północne Chiny. 22 stycznia 1949 r. kapitulowały oddziały Kuomintangu w Pekinie, po czterdziestodniowym oblężeniu. Wojska Armii Ludowo-Wyzwoleńczej wkroczyły do miasta ostatniego dnia stycznia 1949 r. Druga kluczowa kampania rozegrała się w pobliżu miasta i węzła kolejowego Xuzhou, w prowincji Jiangsu, w listopadzie 1948 – styczniu 1949 r., również zakończyła się ona zwycięstwem komunistów i spowodowała otwarcie drogi na Nankin.
21 kwietnia siły komunistów przekroczyły rzekę Jangcy a 23 zdobyły stolicę rządu KMT, Nankin. KMT po utracie stolicy wycofał się do Kantonu. Również ta siedziba padła pod naporem komunistów w obliczu czego KMT 25 listopada przeniósł się do Chongqing a następnie Chengdu. Po zajęciu niemal całych kontynentalnych Chin wojska KMT wraz z około dwoma milionami zwolenników partii w grudniu wycofały się na wyspę Tajwan. W tym czasie komunistyczna Armia Ludowo-Wyzwoleńcza rozbiła resztki sił KMT na południu. W rezultacie poza rządami komunistów na kontynencie pozostał (poza małymi enklawami) jedynie Tybet.

## Faktyczne zjednoczenie kraju
1 października 1949 roku Mao Zedong proklamował Chińską Republikę Ludową ze stolicą w Pekinie. Po utworzeniu ChRL pozostało jedynie kilka kuomintangowskich punktów oporu które zostały jednak zdobyte do maja 1950 roku. W grudniu 1949 roku Czang ogłosił Tajpej na Tajwanie tymczasową stolicą kuomintangowskiej Republiki Chińskiej i w dalszej mierze rościł sobie prawo do sprawowania władzy w całych Chinach. W przeciągu 1950 roku komuniści ruszyli na kontrolowane przez KMT przybrzeżne wyspy Hajnan, Wanshan i Zhoushan. Wszystkie z tych wysp zostały podporządkowane KPCh.

### Powojenne zgrzyty na linii ChRL-Tajwan
Od początku istnienia na Tajwanie rządu Kuomintangu stosunki między oboma państwami chińskimi pozostały negatywne. Pod kontrolą nacjonalistów po ofensywie komunistów z 1950 roku pozostały oprócz Tajwanu archipelagi Zhoushan, Dachen, Peskadory, Kinmen i Mazu. W maju 1950 roku wojska Kuomintangu wycofały się z Zhoushan Qundao celem wzmocnienia obrony Tajwanu. Chiny Ludowe bardziej odważne czuły się ze względu na fakt iż większość Chińczyków była negatywnie nastawiona do Kuomintangu a Amerykanie będący dotychczasowym sojusznikiem partii byli niechętnie osobie Czang Kaj-szeka, sprzyjając ugodowemu prezydentowi Li Zongrenowi (odsuniętemu od władzy przez Czanga po ewakuacji na Tajwan). Prezydent USA Harry Truman ogłosił, że Stany Zjednoczone nie będą mieszać się w spór wokół Cieśniny Tajwańskiej i nie będą interweniować w przypadku inwazji komunistów na Tajwan.
Sytuację zmienił wybuch wojny koreańskiej – Truman wysłał wówczas flotę z zadaniem neutralizacji Cieśniny  Tajwańskiej. Zapobiegło to ewentualnej komunistycznej inwazji, a jednocześnie uniemożliwiało głoszony przez Czanga „powrót na kontynent”. Rząd ChRL oskarżył oficjalnie USA o okupację chińskiego terytorium. Wokół Cieśniny narastał coraz ostrzejszy kryzys. 2 grudnia 1954 roku USA i rząd w Tajpej zawarły traktat sojuszniczy, w którym Stany Zjednoczone zobowiązały się do obrony Tajwanu i Peskadorów, nie uwzględniając jednak kontrolowanych przez KMT wysepek u wybrzeży Chin. Mao wykorzystał lukę w tajwańsko-amerykańskim sojuszu i 18 stycznia następnego roku jego oddziały dokonały desantu na wysepkę Yijiangshan u wybrzeży Zhejiangu. Oddziały wierne ChRL rozbiły tajwański garnizon. Kongres Stanów Zjednoczonych upoważnił prezydenta Eisenhowera do użycia sił zbrojnych w celu zabezpieczenia suwerenności Tajwanu do czego jednak nie doszło a Tajwańczycy z pomocą USA ewakuowali cały archipelag Dachen, który w ten sposób przeszedł bez walki pod kontrolę komunistów. Chińska interwencja zakończona sukcesem wzmogła wojowniczą retorykę Mao który określił wówczas USA mianem „papierowego tygrysa, na którego należy patrzeć z góry”.
Konflikt odżył w sierpniu 1958 roku gdy nadbrzeżne baterie ChRL niespodziewanie otworzyły intensywny ogień na wyspy Kinmen i Mazu. W odpowiedzi rząd Stanów Zjednoczonych natychmiast skierował do Cieśniny Tajwańskiej ciężką flotę; USA znalazły się na granicy konfliktu zbrojnego z Chinami. Do konfrontacji obu stron jednak nie doszło, a Chińczycy ograniczyli ostrzał do dni parzystych i udzielili rządowi amerykańskiemu łącznie ponad 400 „poważnych ostrzeżeń”. Niespodziewanie największy sojusznik Chin, ZSRR, zadeklarował, że solidarność z ChRL dotyczy jedynie obrony jej terytorium, ale nie inwazji na Tajwan, co później stało się jedną z przyczyn rozłamu chińsko-radzieckiego. Konfrontacja zbrojna ograniczyła się do walk myśliwców chińskich MiG-15 z tajwańskimi F-86. Dążący do zachowania status quo Amerykanie ogłosili w stosunku do Tajpej podobną deklarację jak Moskwa wobec Pekinu, zobowiązując się bronić niezależności rządu na Tajwanie, lecz nie pozwalając na inwazję na kontynent. W obliczu patowej sytuacji armia chińska 5 października zaprzestała ostrzału pozycji tajwańskich kończąc tym samym trwającą od początku lat 50. groźbę chińskiej inwazji na wyspę.

## Galeria

### Mapy

Republika Chińska w jej formalnych granicach, na jasnozielono tereny uznawane przez nią za integralną część państwa (są to granice dawnego Cesarstwa Chińskiego), lecz niekontrolowane, w większości zajęte przez państwa nieuznawane międzynarodowo: Tybet, Chanat Mongolii (zastąpiony w roku 1924 Mongolską Republiką Ludową) i Tuwińską Republikę Ludową
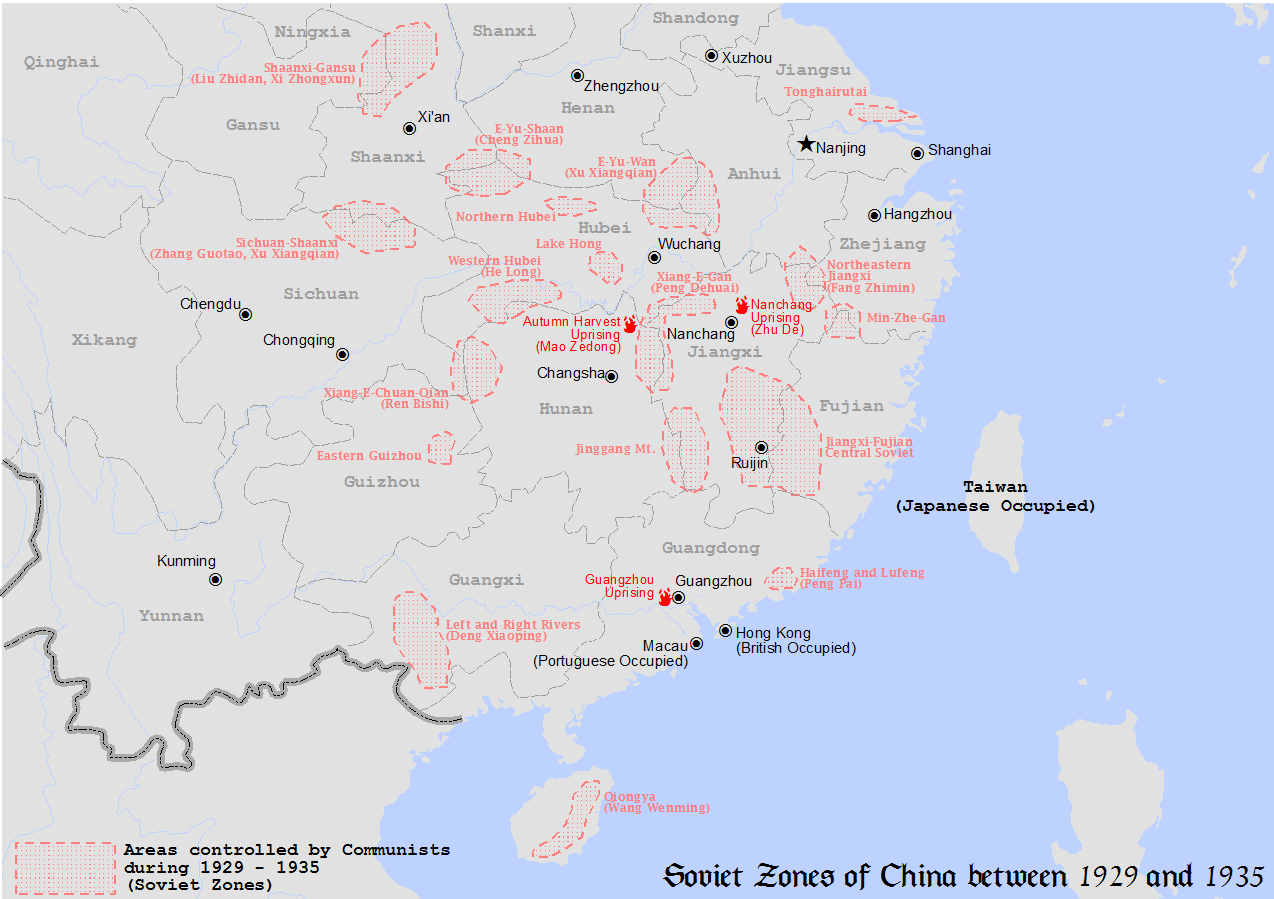
Mapa stref działań i prób ustanowienia kontroli przez komunistów w latach 1929–1935
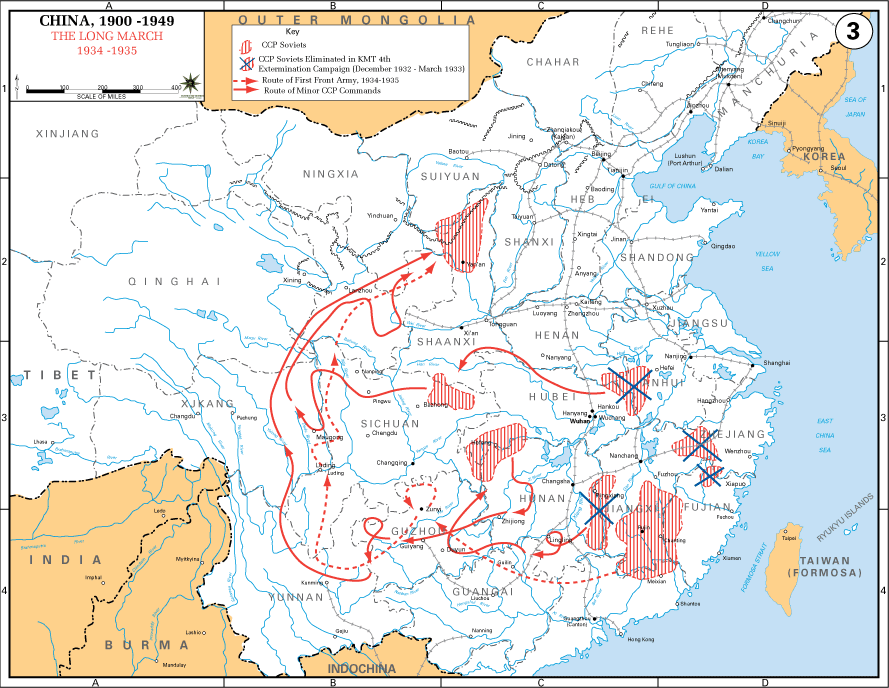
Schemat stref zajętych przez komunistów (niebieskie przekreślenia oznaczają likwidację ich przez wojska Kuomintangu) oraz Długiego Marszu, lata 1934–1935
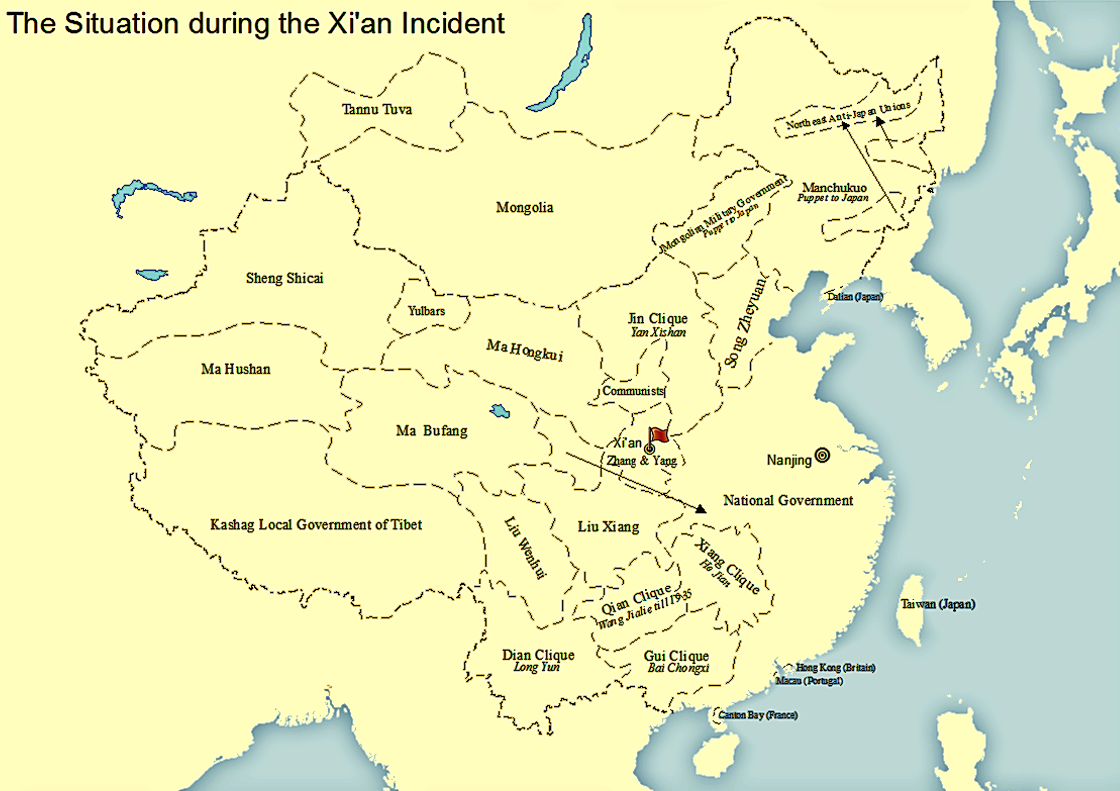
Chiny (w granicach uznawanych przez Republikę Chińską) w momencie incydentu Xi'an (zaznaczonego czerwoną flagą), zaznaczono terytoria kontrolowane przez konkretne rządy, państwa, organizacje i watażków, grudzień 1936 roku
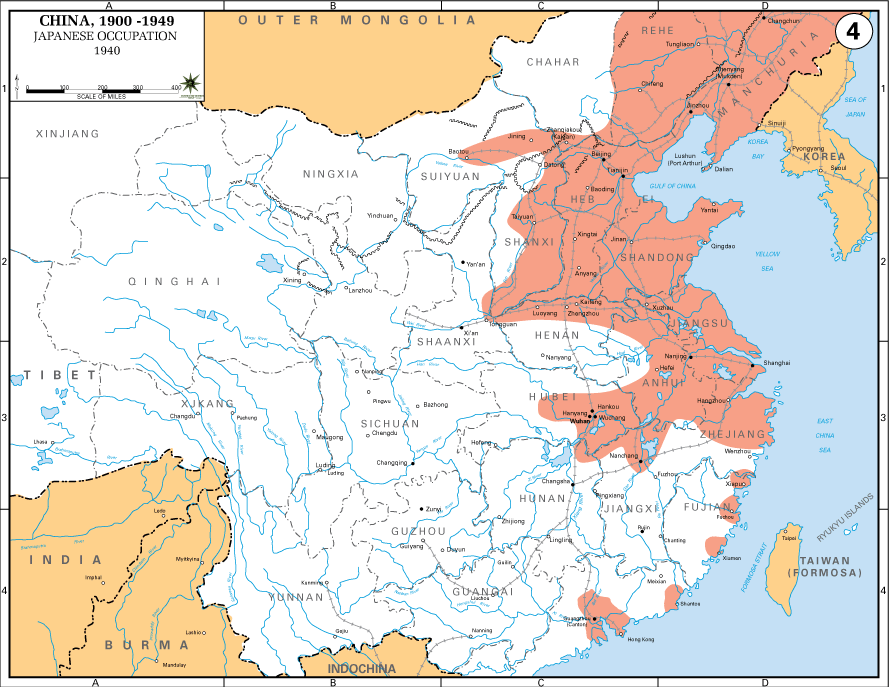
Sytuacja podczas inwazji japońskiej, na czerwono zaznaczono tereny zajęte przez Japonię, rok 1940
Operacja kwantuńska, radziecko-mongolska inwazja na Mandżukuo, kolaboracyjne państwo marionetkowe Japonii w Mandżurii, która położyła kres potężnej obecności wojskowej Japończyków w Chinach, sierpień–wrzesień 1945 roku
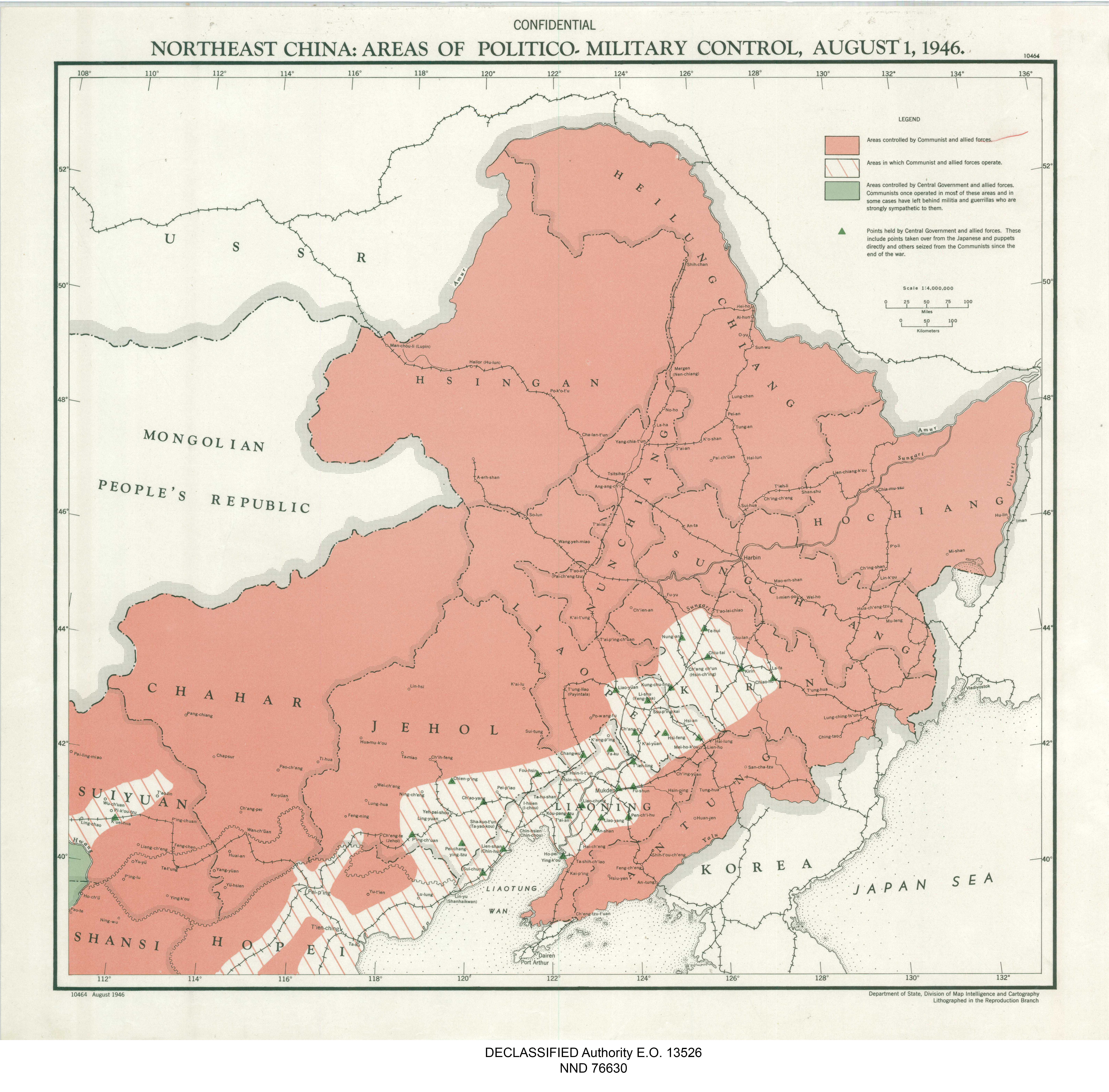
Tereny chińskie (część północna, głównie Mandżuria), które znalazły się pod okupacją radziecką w wyniku operacji kwantuńskiej, mapa przedstawiająca stan na 1 sierpnia 1946 roku – w tym samym roku wojska radzieckie wycofały się, przekazując władzę komunistom
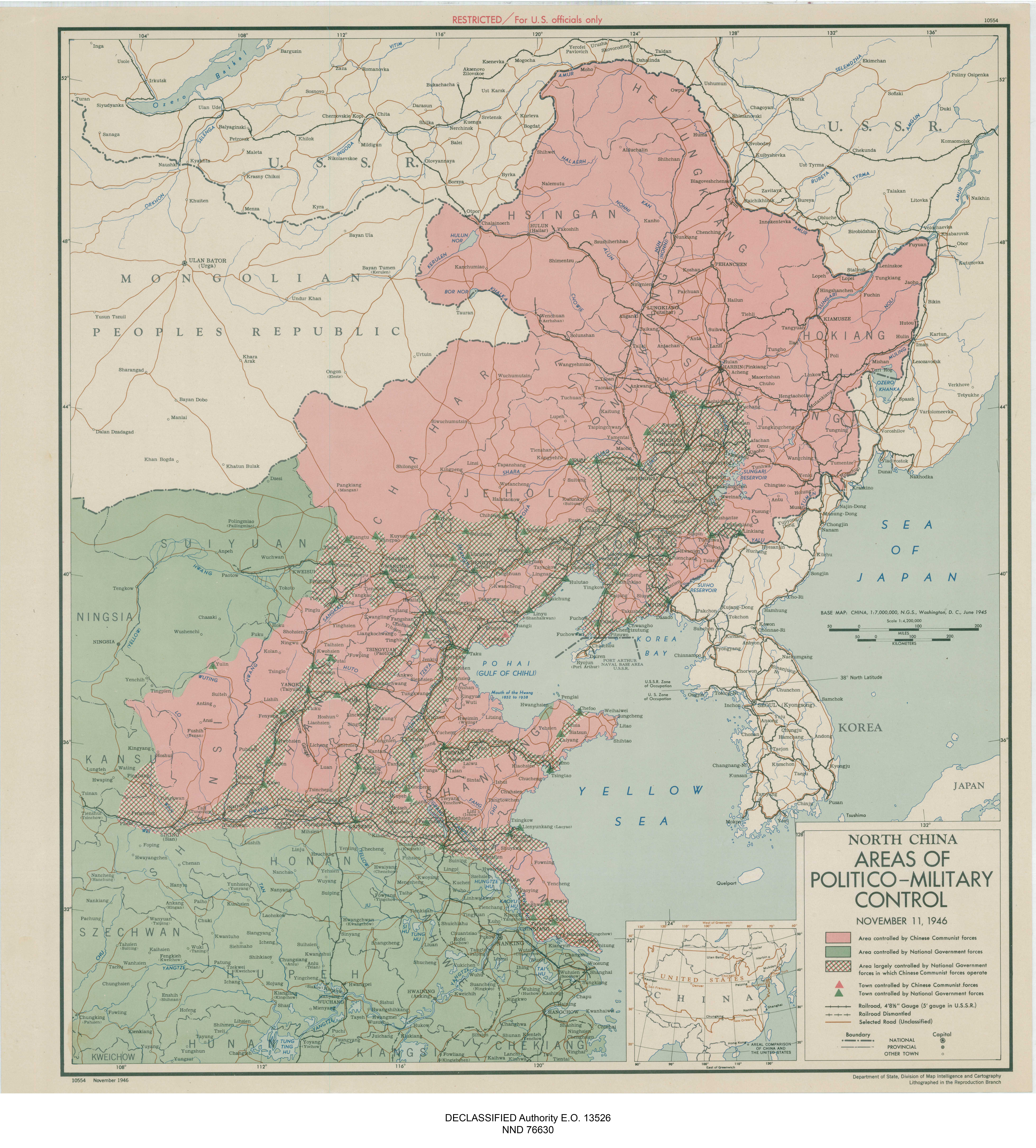
Mapa CIA przedstawiająca sytuację w północnych Chinach 11 listopada 1946 roku: na zielono tereny pod kontrolą Kuomintangu, na czerwono we władaniu komunistów, zakratkowane tereny oznaczają te pod kontrolą KMT, lecz z obecnością sił komunistów
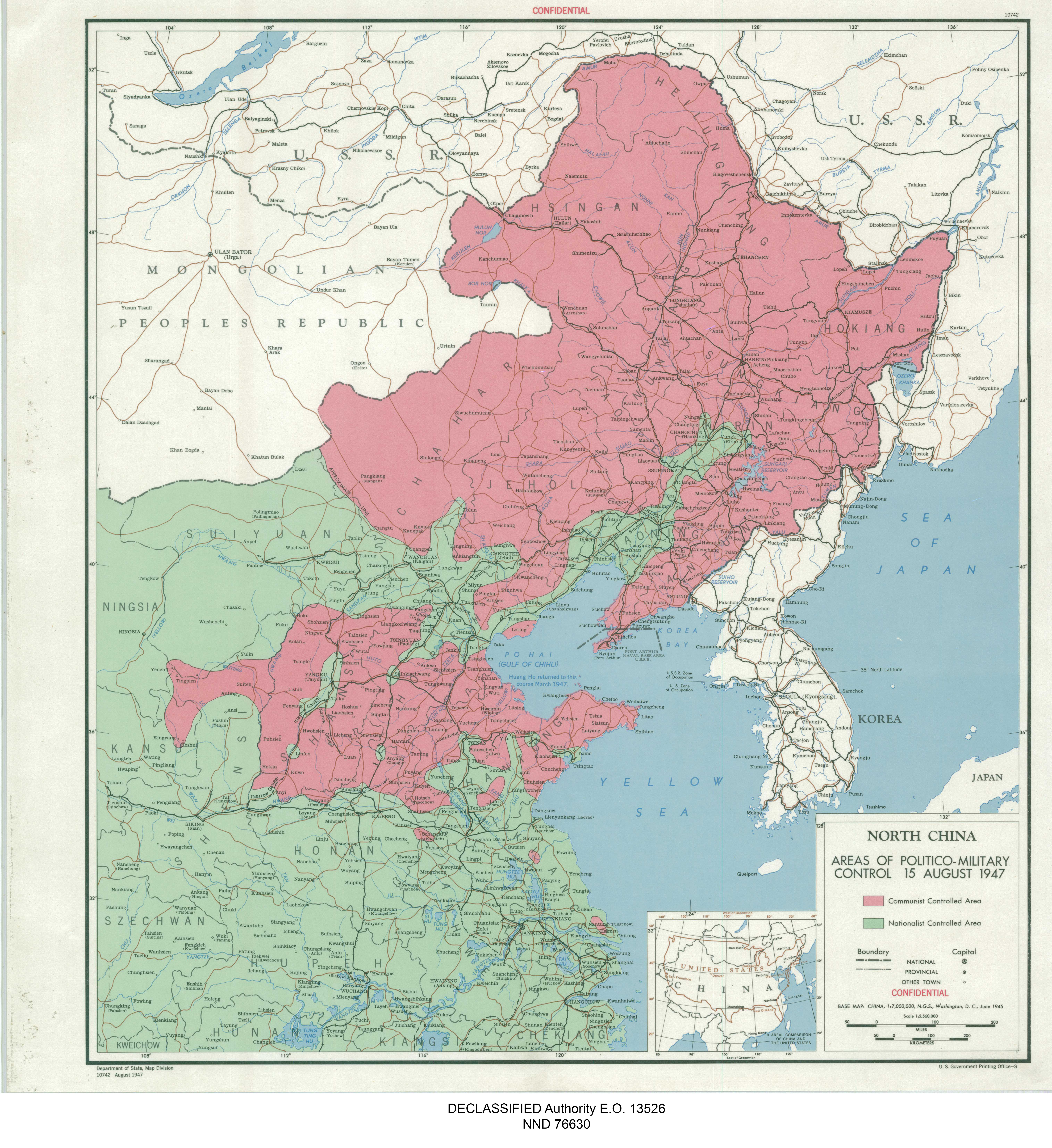
Mapa CIA przedstawiająca sytuację w północnych Chinach 15 sierpnia 1947 roku: na zielono tereny pod kontrolą Kuomintangu, na czerwono we władaniu komunistów
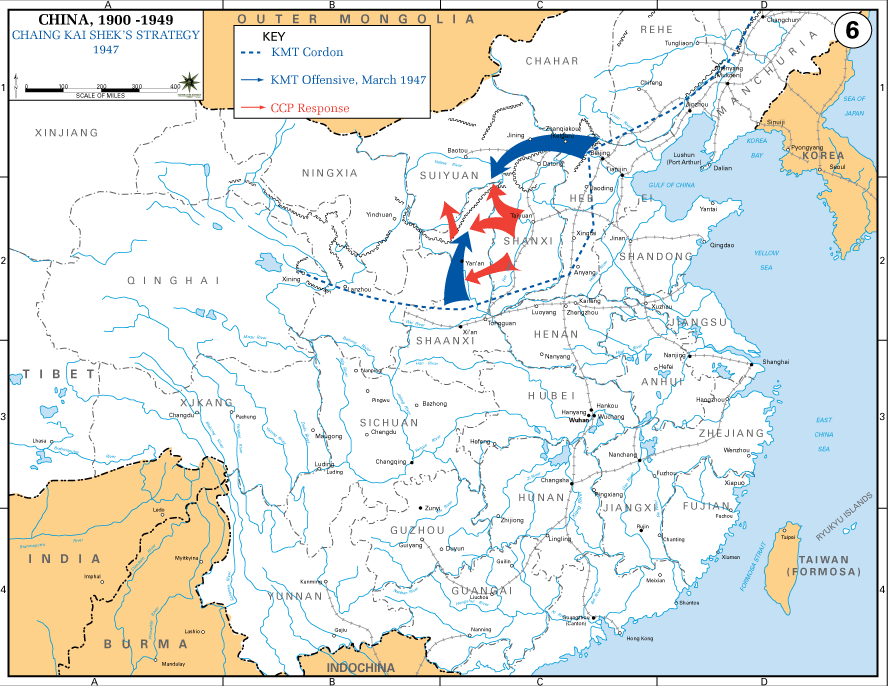
Schemat nieudanej ofensywy Kuomintangu przeciw komunistom, próby ich decydującego rozbicia, marzec 1947 roku
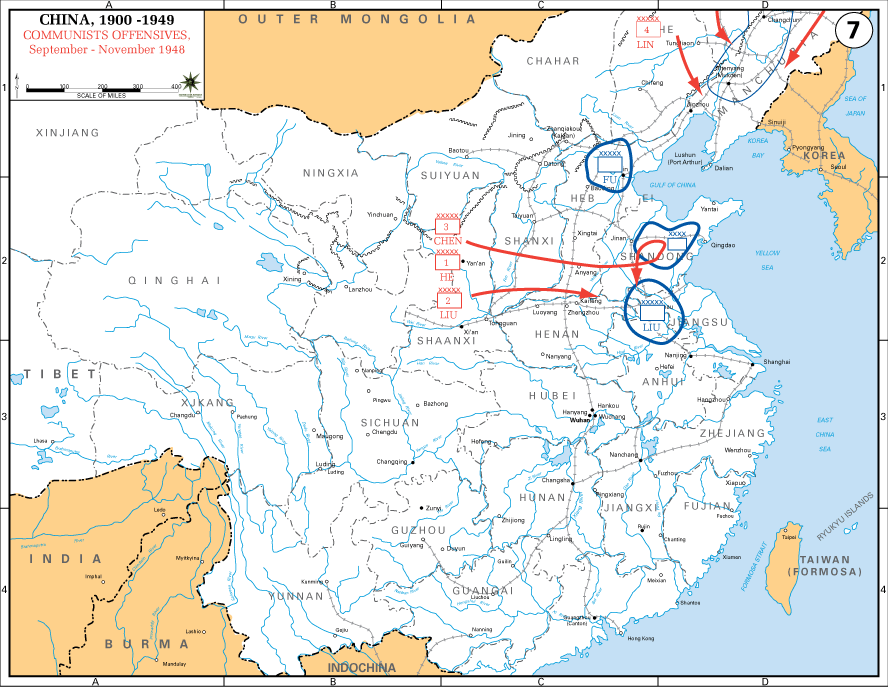
Schemat ofensywy komunistów od września do października 1948 roku
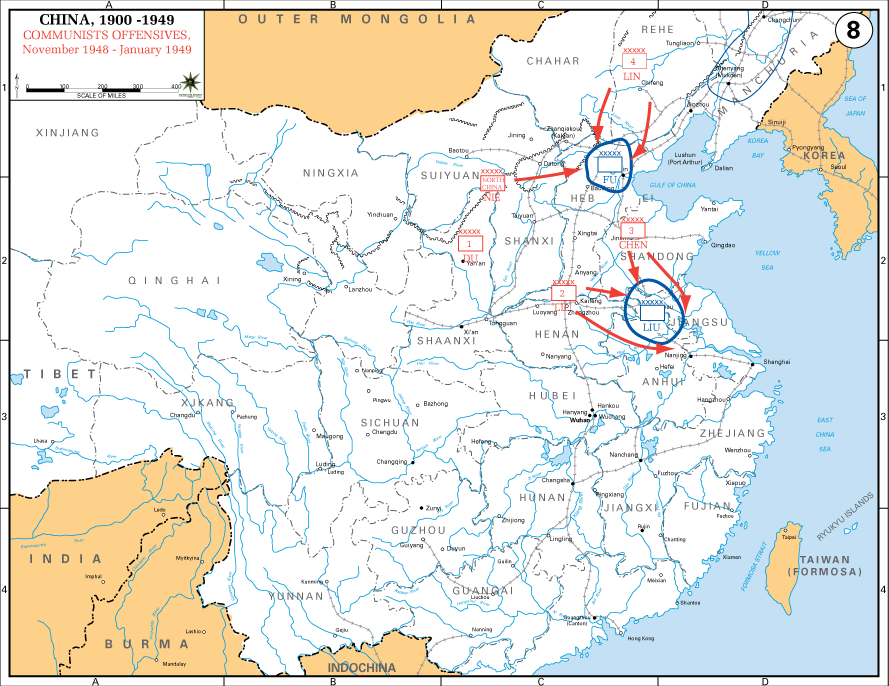
Schemat ofensywy komunistów od października 1948 roku do stycznia 1949 roku
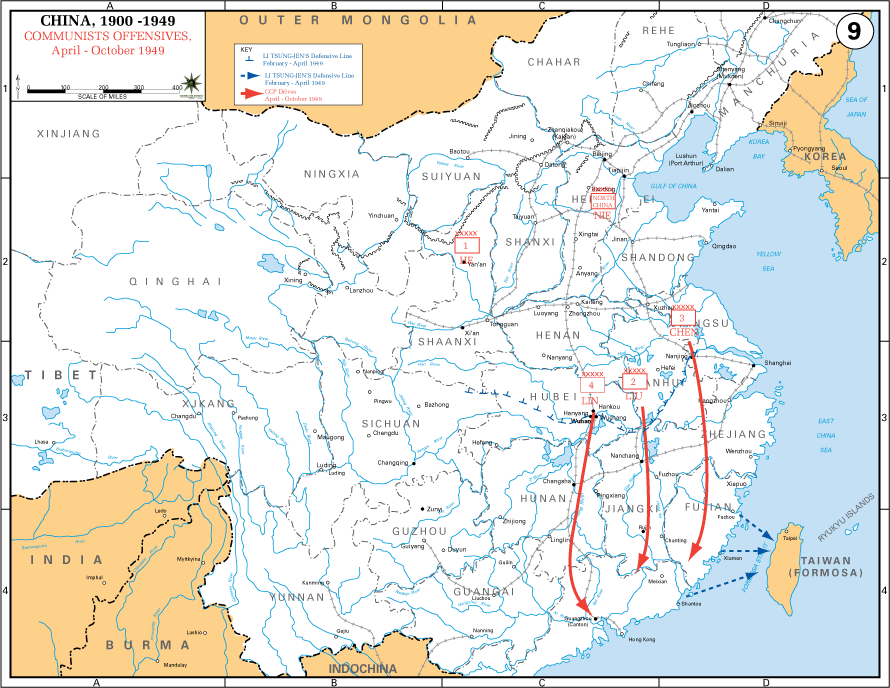
Schemat rozstrzygającej ofensywy komunistów od kwietnia do października 1949 roku, ponadto przerywanymi, niebieskimi strzałkami zaznaczono kierunki ewakuacji sił Kuomintangu na Tajwan
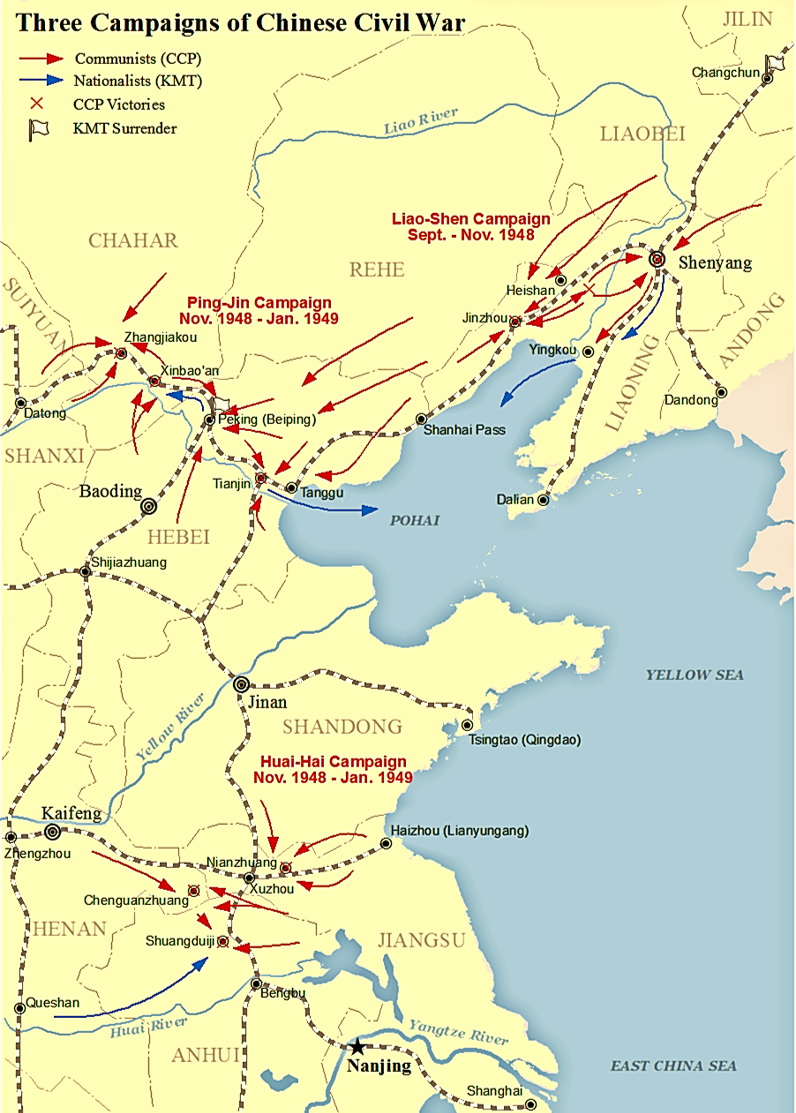
Ujednolicająca mapa przedstawiająca kierunek działań podczas decydującej fazy wojny domowej i trzy kampanie, które doprowadziły do zwycięstwa komunistów; na czerwono przedstawiono ruchy sił komunistycznych, na niebiesko Kuomintangu
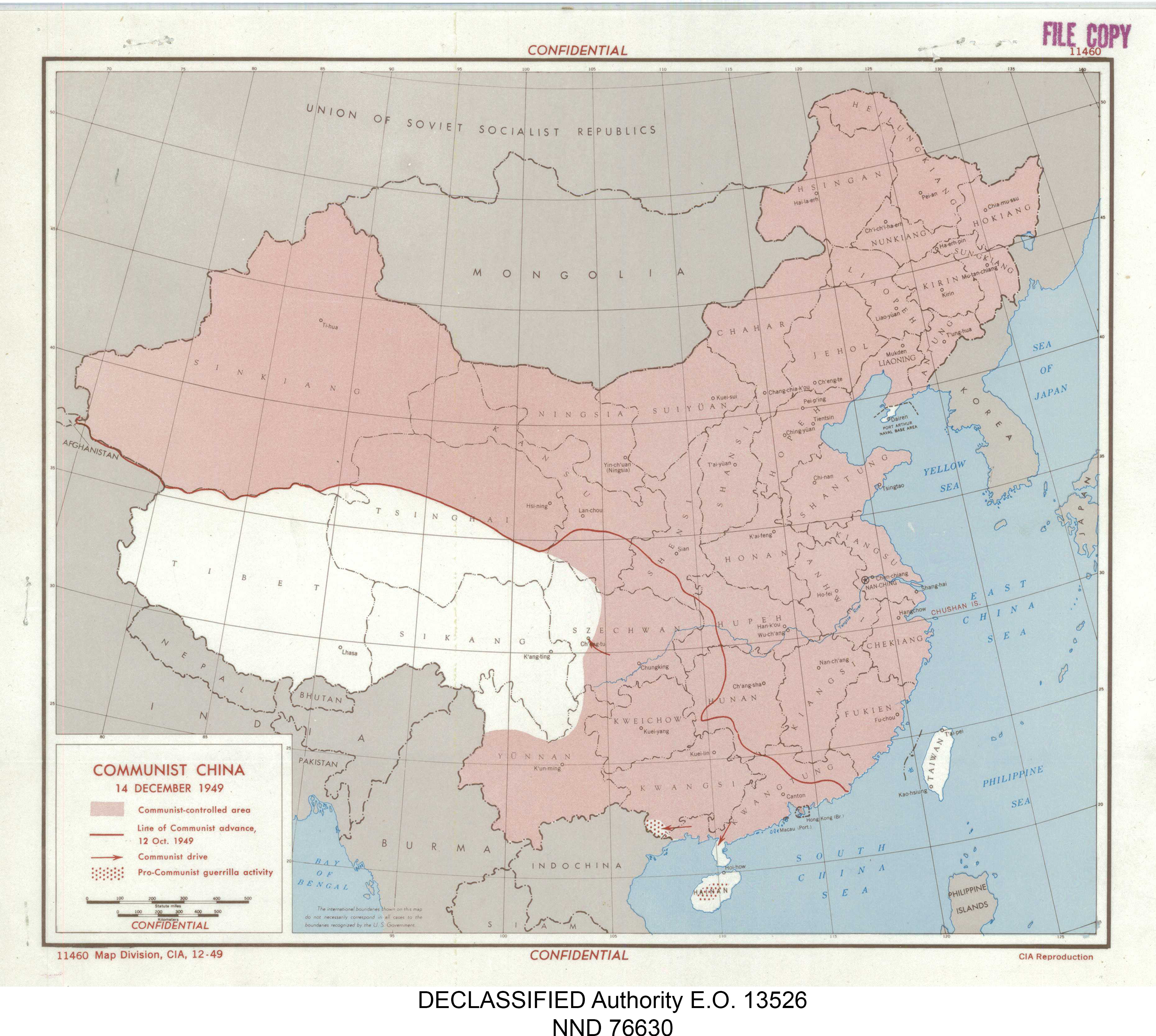
Mapa CIA przedstawiająca sytuację w Chinach 15 grudnia 1949 roku: na czerwono zaznaczono tereny pod kontrolą komunistów, na biało wolne – posiadłość radziecka Liaotung, niepodległy Tybet i resztki sił Kuomintangu kontrolujące prowincję Xikang, blisko połowę Qinghai, skrawki Syczuanu i Junnanu, półwysep Leizhou oraz duże wyspy, Hajnan i Tajwan. Tuwa została anektowana do Związku Radzieckiego w 1944 roku. Mongolia, radziecka satelita, zachowała niepodległość, którą 6 października 1949 roku uznała ChRL, lecz dysponujące ówcześnie przynależnym Chinom głosem w Radzie Bezpieczeństwa ONZ władza tajwańska zablokowała rezolucję o uznaniu kraju. Republika Chińska podtrzymywała, że Tuwa i Mongolia to część jej terytoriów.
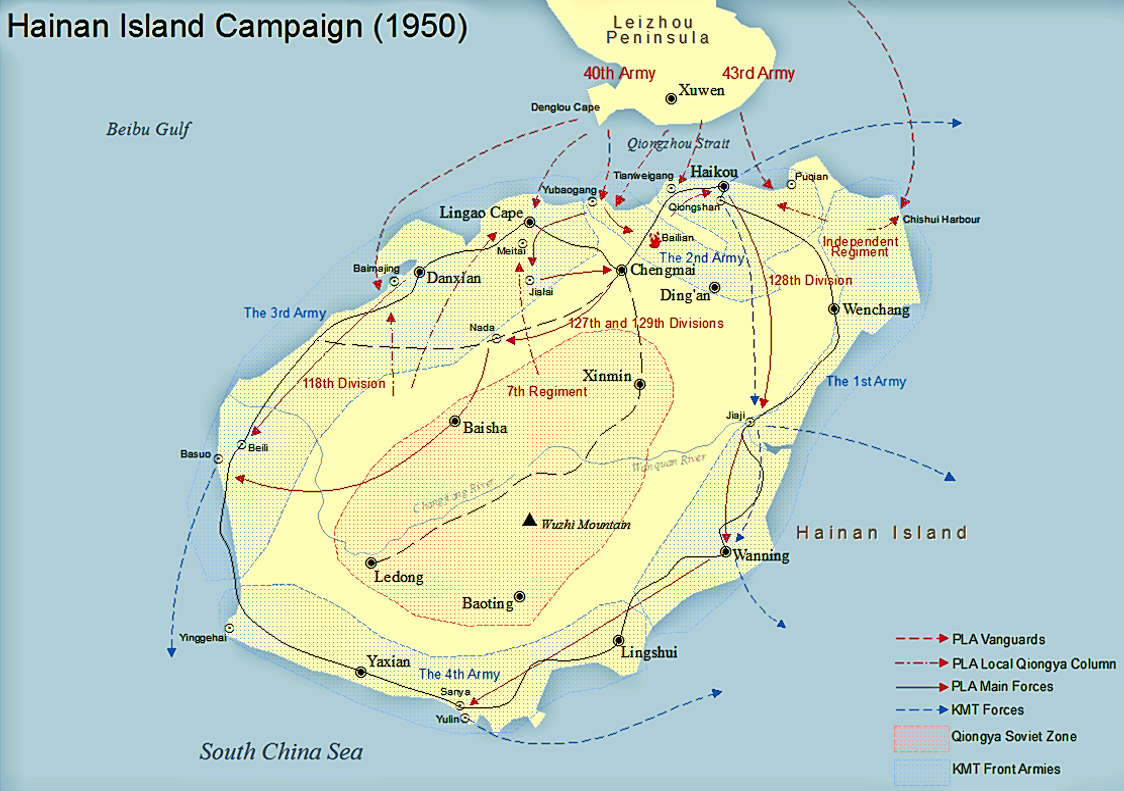
Mapa inwazji ChAL-W na kontrolowany przez Kuomintang Hajnan, najważniejszy obok Tajwanu bastion Kuomintangu, porównywalny z nim wielkością, rok 1950
Republika Chińska, na ciemnozielono tereny kontrolowane, a na jasnozielono uważane za integralną część państwa
Chińska Republika Ludowa w jej formalnych granicach, na jasnozielono tereny uznawane przez nią za integralną część państwa, lecz niekontrolowane: Republika Chińska (Tajwan, Peskadory, Kinmen, Mazu Liedao, Dongsha Qundao) i ziemie o które ChRL mają zatarg terytorialny z Indiami
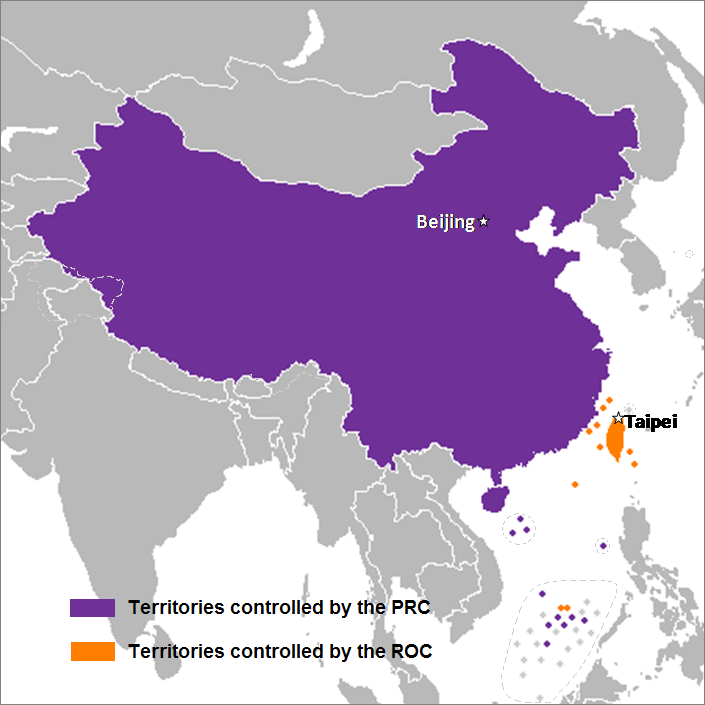
Kontrola terytorium po pierwszym kryzysie w Cieśninie Tajwańskiej (od 1955 roku do dziś, stan na 2024 rok): na fioletowo Chińska Republika Ludowa, na pomarańczowo Republika Chińska

### Zdjęcia

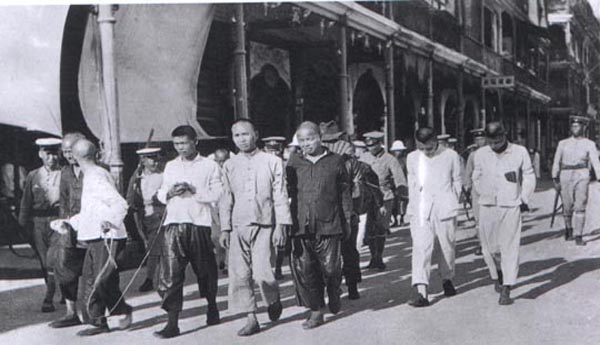
Masakra szanghajska, ludzie generała Baia Chongxia, stronnika Czang Kaj-szeka, spędzają komunistów by ich wymordować lub aresztować – kuomintangowska prawica liczyła, że trwale uda im się wyeliminować zagrożenie ze strony komunistów, zamiast tego doprowadzili do wybuchu wojny domowej (kwiecień 1927 roku)
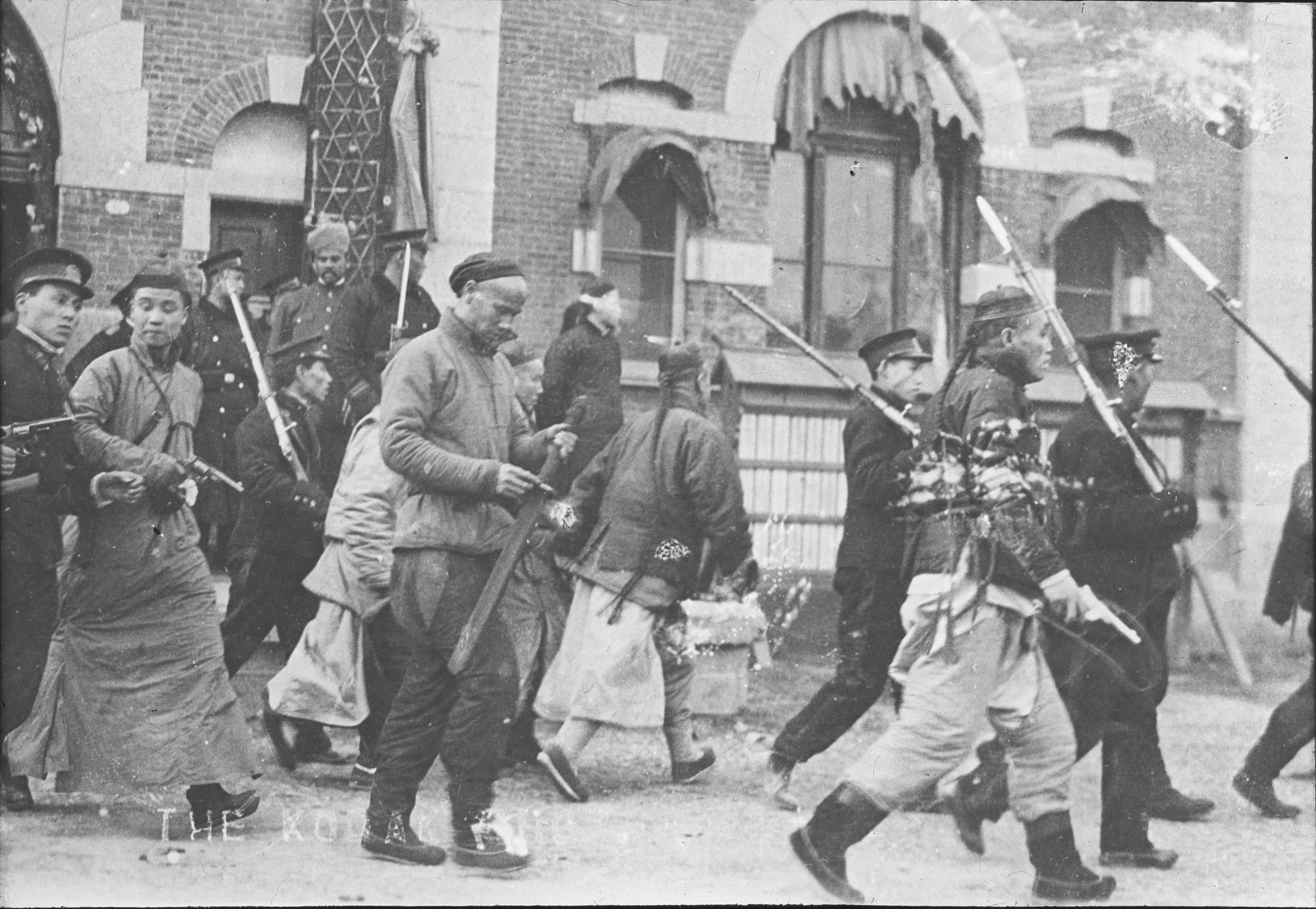
Cywile i wojskowi, kobiety i mężczyźni chwytają za broń (1 stycznia 1930 roku)
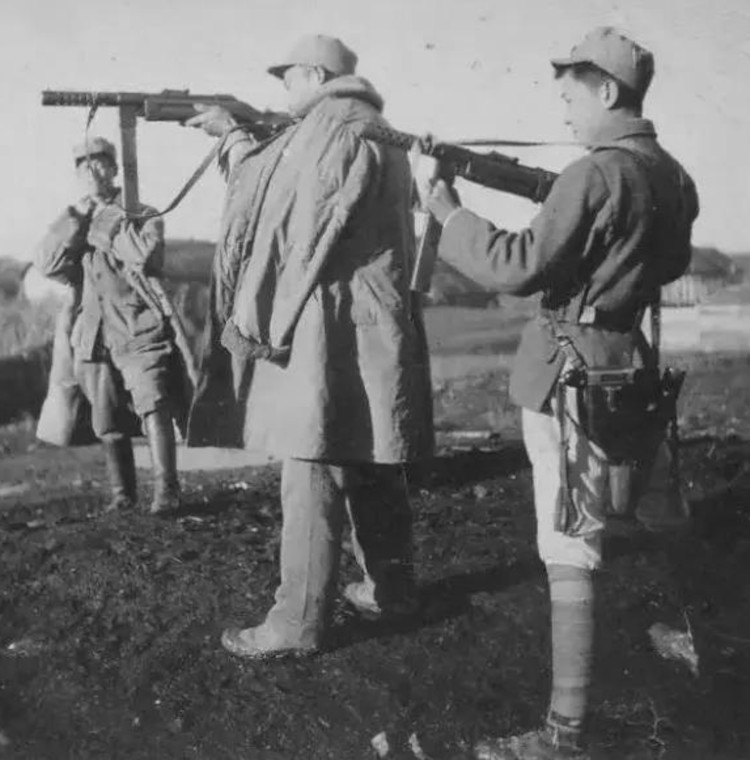
Żołnierze Armii Narodowo-Rewolucyjnej ćwiczą z pistoletem maszynowym MP 28 II własnej produkcji, lecz stanowiącym konstrukcję niemiecką przekazaną Republice Chińskiej (1930 rok)
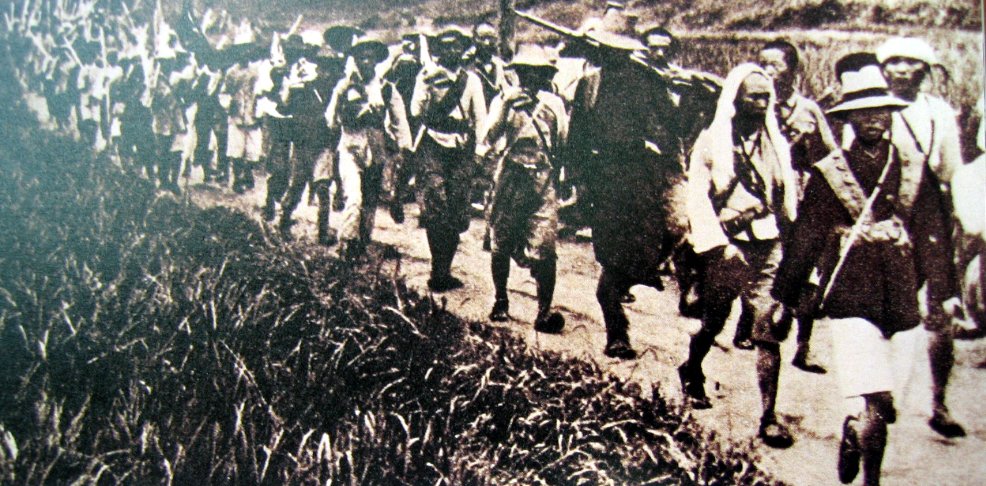
Siły Chińskiej Armii Czerwonej wycofują się w obawie przed okrążeniem przez siły nacjonalistów podczas ich tzw. „kampanii okrążających” (1930 rok)
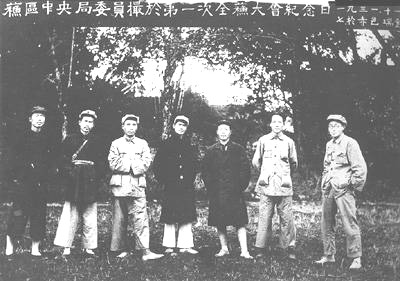
Przywódcy komunistów na uroczystościach proklamacyjnych Chińskiej Republiki Rad, od lewej: Gu Zuolin, Ren Bishi, Zhu De, Deng Fa, Xiang Ying, Mao Zedong i Wang Jiaxiang (7 listopada 1931 roku)
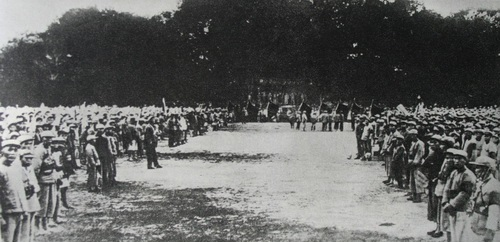
Defilada Armii Czerwonej z okazji proklamacji Chińskiej Republiki Rad (1931 rok)
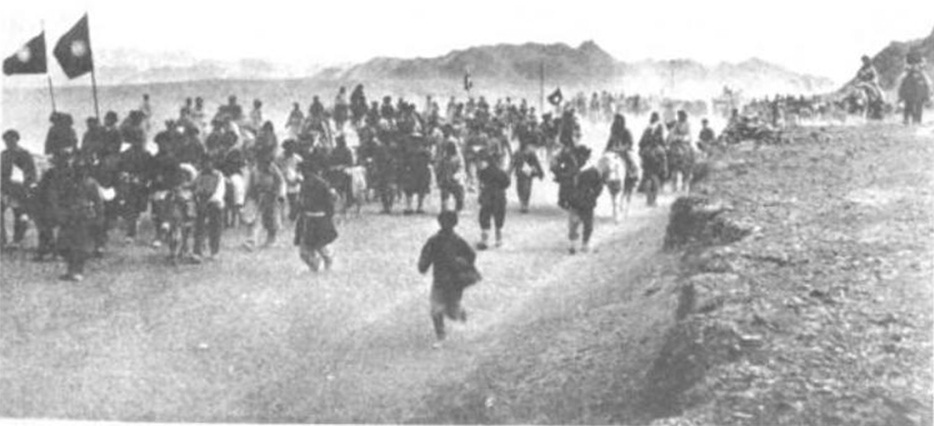
Turkijscy rekruci muzułmańskiej kawalerii Kuomintangu niedaleko Kamulu (1933 rok)
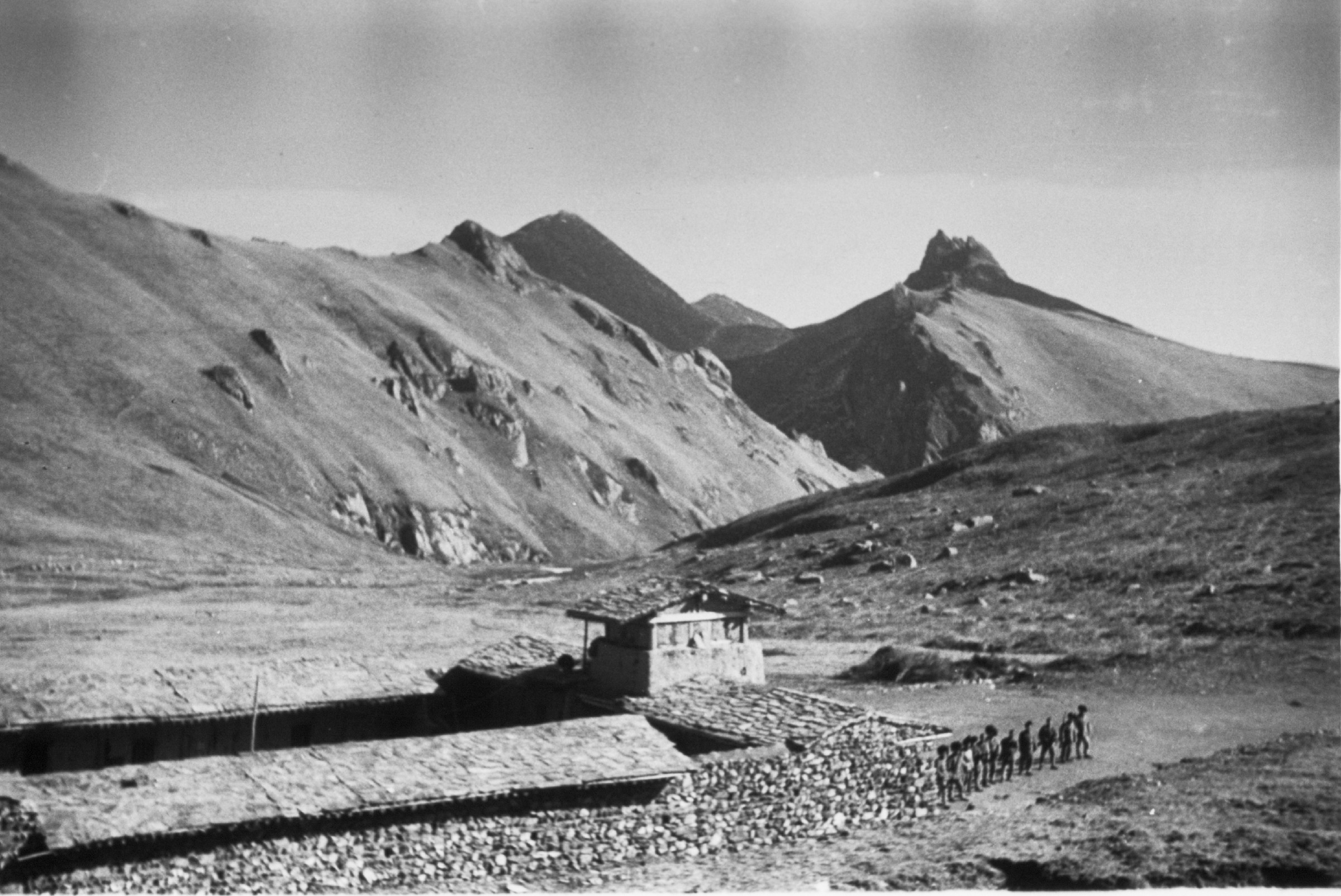
Koszary oddziału wojsk kliki Ma odpowiedzialnego za ochronę szlaku z Linxia do Lanzhou, Gansu (1934 rok)
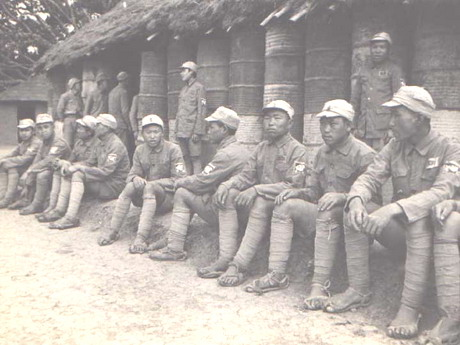
Żołnierze Armii Narodowo-Rewolucyjnej w słomianych sandałach noszonych z braku butów (lata trzydzieste XX wieku)
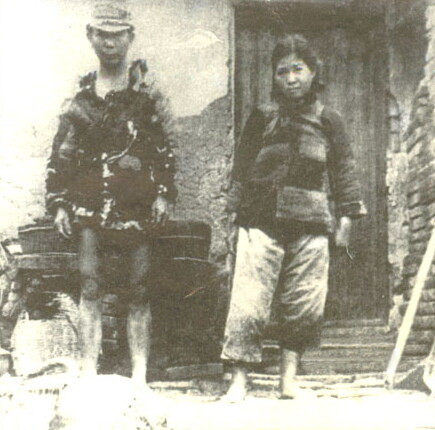
Kobieta i mężczyzna, żołnierze komunistyczni, bosi i ubrani w łachmany upodabniane do mundurów (lata trzydzieste XX wieku)
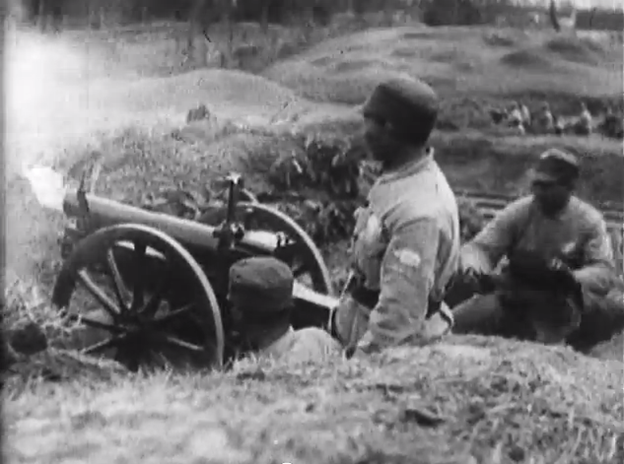
Artyleria Armii Narodowo-Rewolucyjnej ostrzeliwuje siły Armii Czerwonej (lata trzydzieste XX wieku)
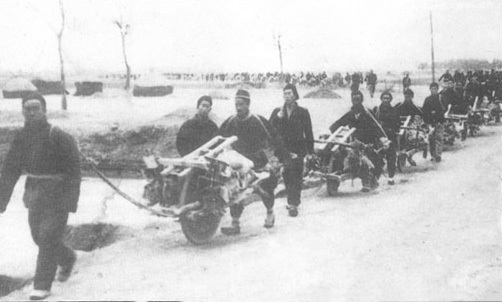
Chłopi niosący zapasy dla komunistów (lata trzydzieste XX wieku)
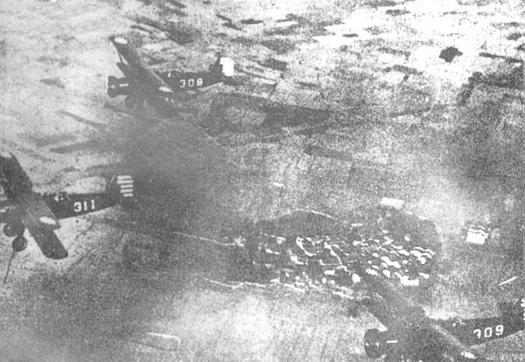
Formacja samolotów Armii Narodowo-Rewolucyjnej podczas misji nad Chińską Republiką Rad (lata trzydzieste XX wieku)
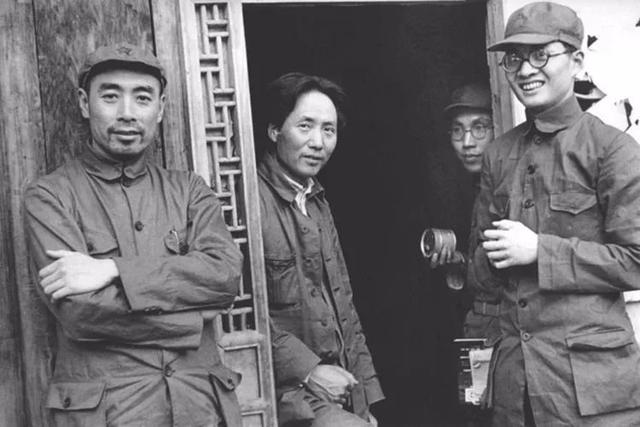
Komunistyczni przywódcy, Zhou Enlai (po lewej), Mao Zedong (drugi od lewej) i Bo Gu (po prawej) (1935 roku)
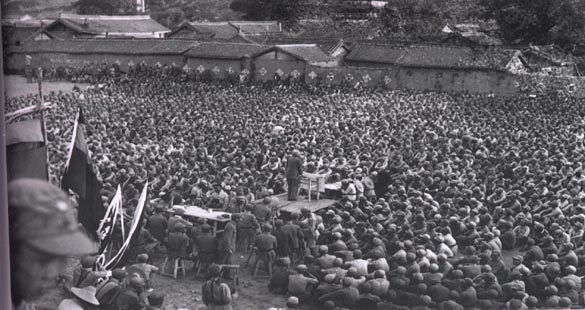
Oficer Armii Czerwonej przemawia do ocalałych uczestników Długiego Marszu (ok. 1935 roku)
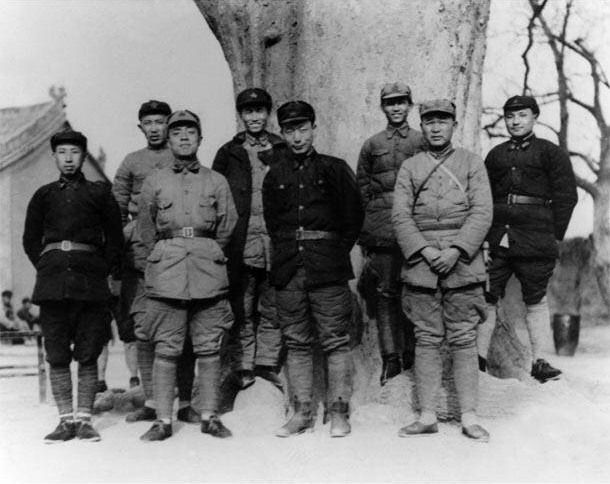
Czołowi dowódcy Chińskiej Armii Czerwonej w prefekturze Chunhua prowincji Shaanxi, od prawej: Deng Xiaoping, Xu Haidong, Chen Guang, Nie Rongzhen, Cheng Zihua, Yang Shangkun, Luo Ruiqing i Wang Shoudao (1936 rok)
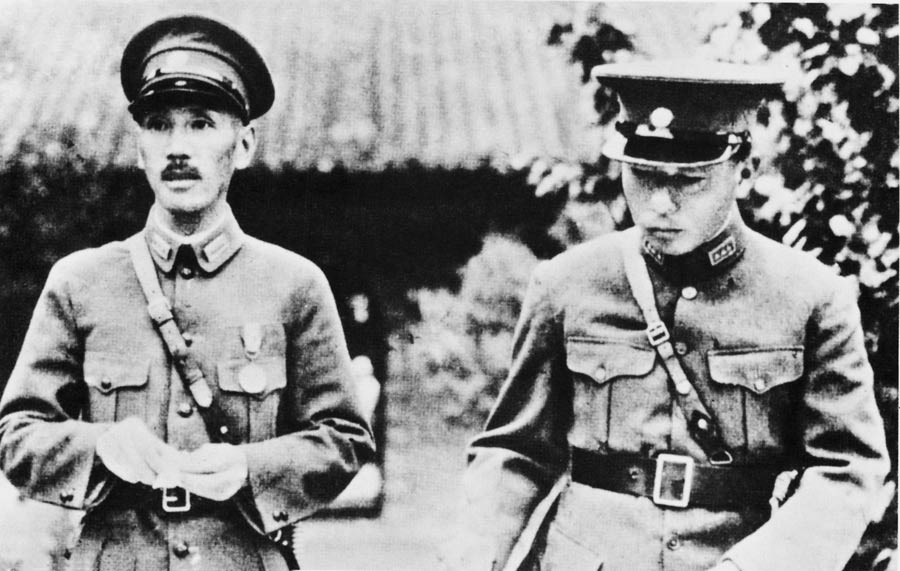
Spotkanie Czang Kaj-szeka i jego sojusznik, władający Mandżurią watażka generał Zhanga Xuelianga, w przybliżeniu na miesiąc przed incydentem Xi'an (październik 1936 roku)
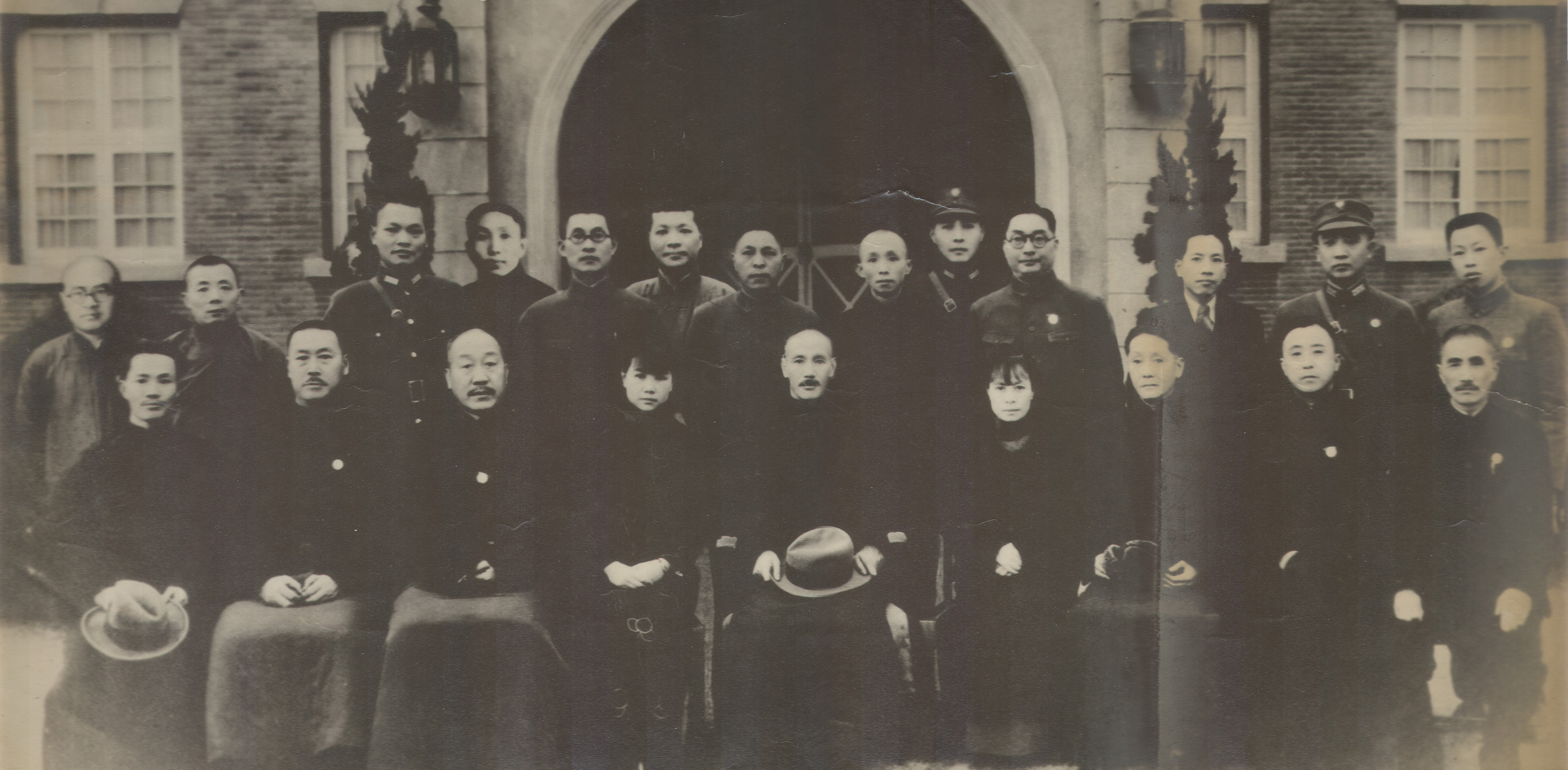
Notable Kuomintangu (Czang Kaj-szek w centrum) zatrzymani podczas incydentu Xi'an (grudzień 1936 roku)
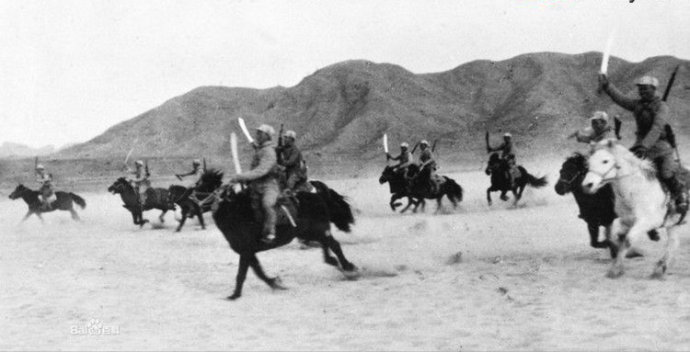
Kawaleria Armii Narodowo-Rewolucyjnej wyposażona w tradycyjne miecze dao szarżuje (1937 rok)
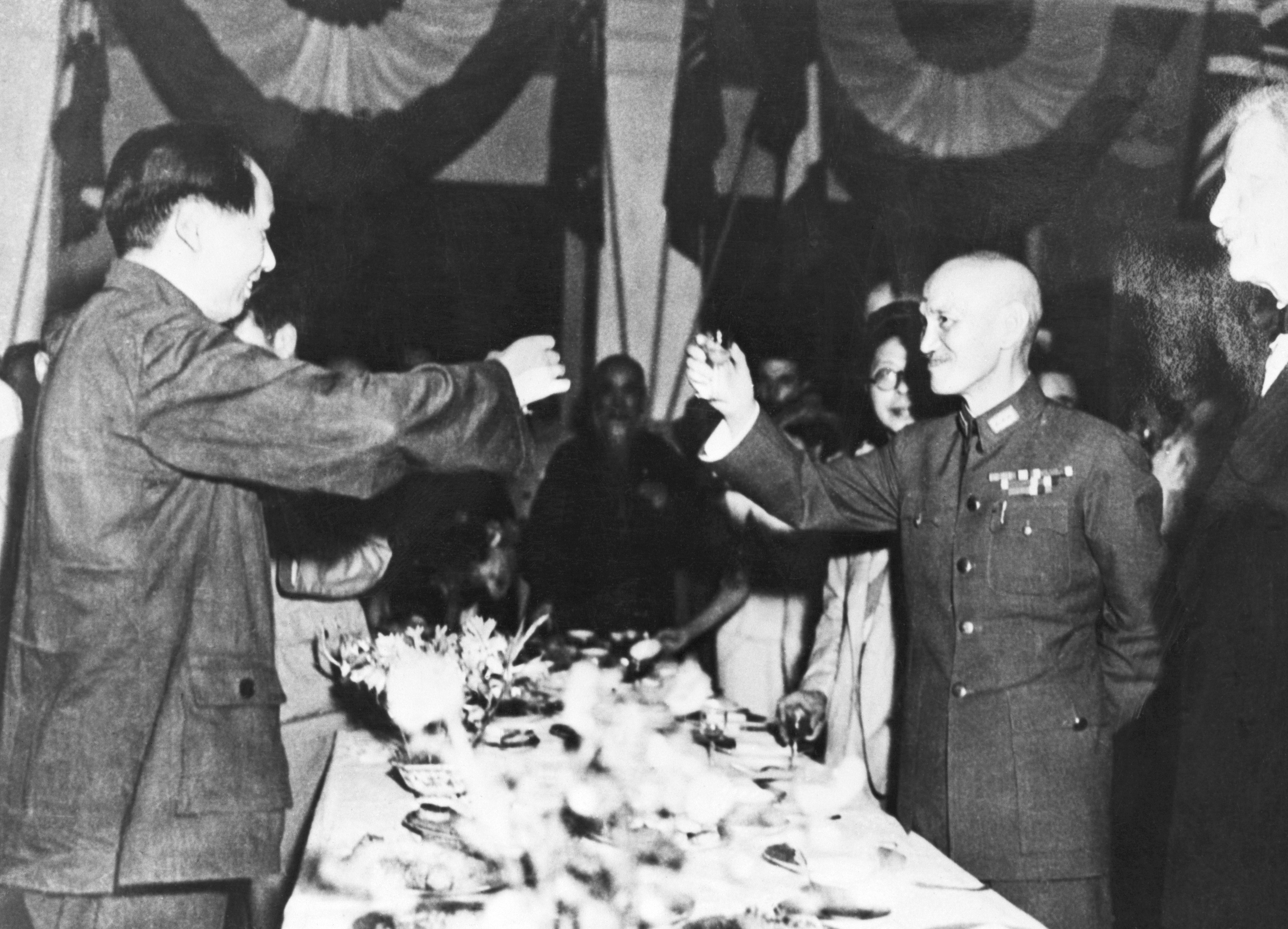
Mao i Czang wznoszą toast z okazji zwycięstwa nad Japonią przed rozpoczęciem nieudanych negocjacji pokojowych w Chongqing (1945 rok)
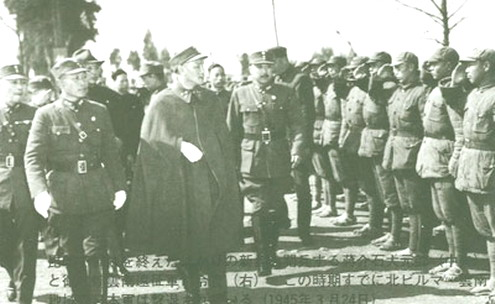
Czang Kaj-szek dokonuje przeglądu swoich wojsk wciąż w słomianych sandałach (1945 rok)
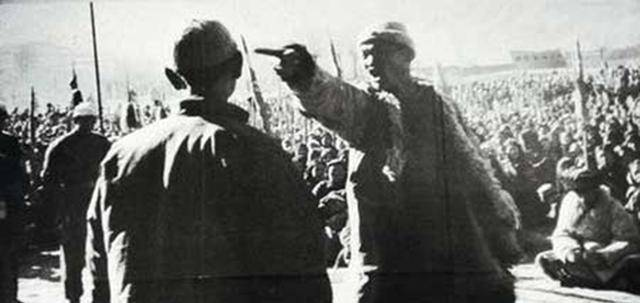
Ceremonialne potępienie właściciela ziemskiego przez działacza partyjnego na zajętych przez komunistów ziemiach (1946 rok)
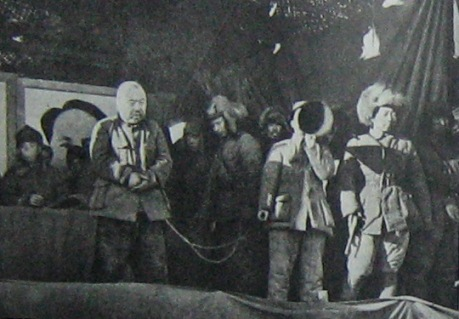
Kuomintangowski generał Xie Wendong pojmany przez komunistów i pokazywany publicznie, w tle duży portret Mao (1946 rok)
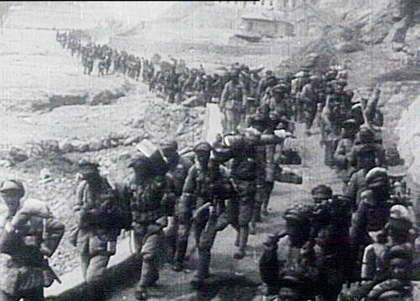
Oddziały kuomintangowskiego generała Hu Zongnana idą na Yan’an, siedzibę Komunistycznej Partii Chin, której nie uda im się zdobyć (1946 rok)
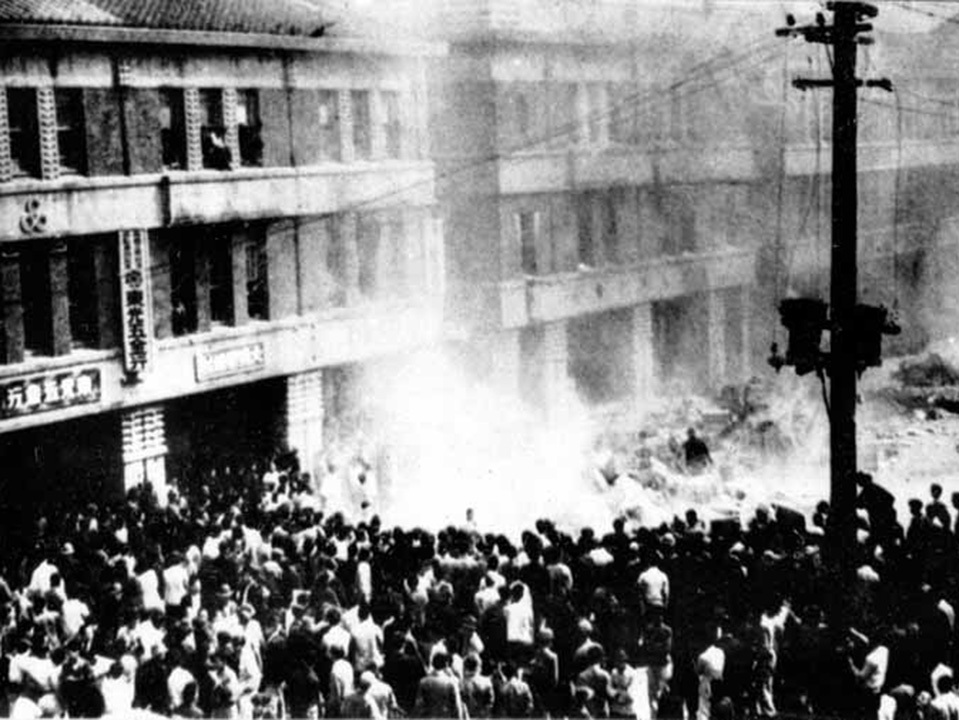
Incydent 28 lutego, masowe wystąpienie mieszkańców Tajwanu przeciwko represyjnej władzy Kuomintangu – wyspa przez kilkadziesiąt lat należała do Japonii, a po II wojnie światowej i przekazaniu jej siłom KMT te wysiedliły z niej kilkuset tysięcy Japończyków, po czym zaczęły prześladować uważanych za kolaborantów cywilów – zamordowano ok. 28 000 osób (28 lutego 1947 roku)
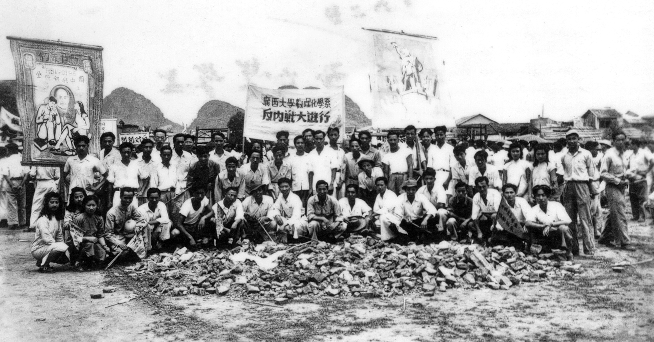
Studenci z Uniwersytetu Guangxi demonstrujący przeciwko wojnie domowej (2 czerwca 1947 roku)
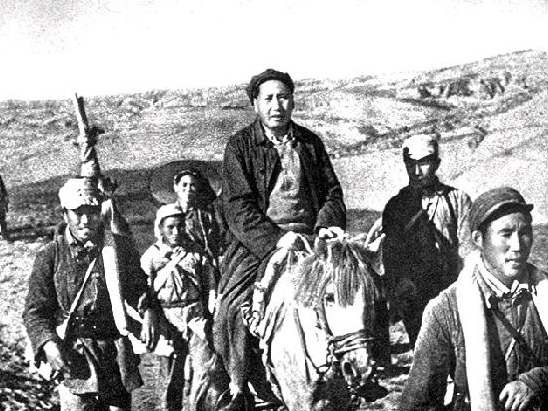
Mao z żołnierzami maszerującymi przez północne Shaanxi (1947 rok)
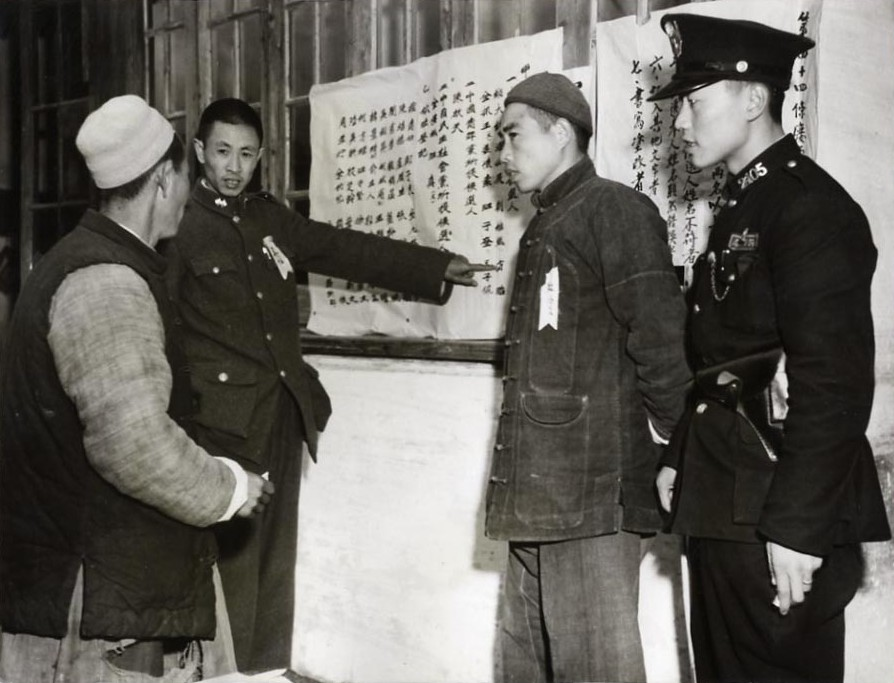
Wybory do parlamentu Republiki Chińskiej zorganizowane pomimo wojennej zawieruchy, przedstawiciel rządowy tłumaczy mieszkańcom Szanghaju zasady głosowania (styczeń 1948 roku)
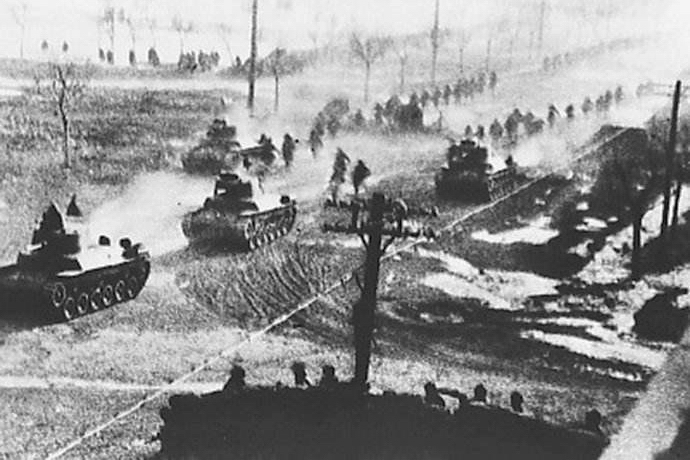
Jednostki ChAL-W wkraczają do zdobywanego Shenyang w Mandżurii, ich piechotę wspierają japońskie czołgi Chi-Ha, kampania Liaoshen (wrzesień–październik 1948 roku)
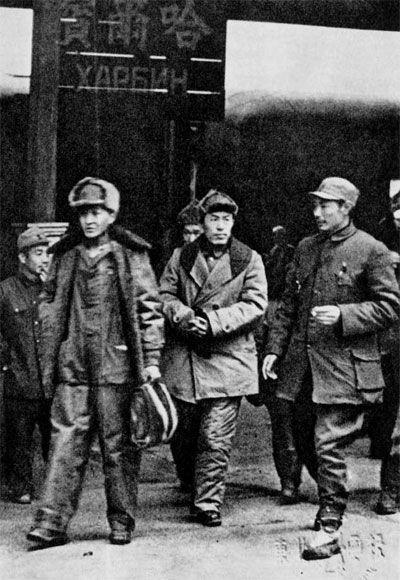
Generał Zheng Dongguo, zastępca głównodowodzącego sił kuomintangowskich na Północnym Wschodzie prowadzi swoich ludzi do złożenia kapitulacji (październik 1948 roku)
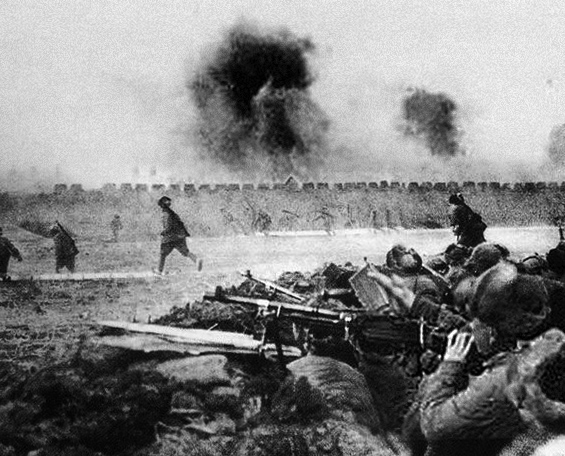
Żołnierze ChAL-W szturmują historyczne mury obronne Jinzhou w prowincji Liaoning przy wsparciu artylerii (1948 rok)
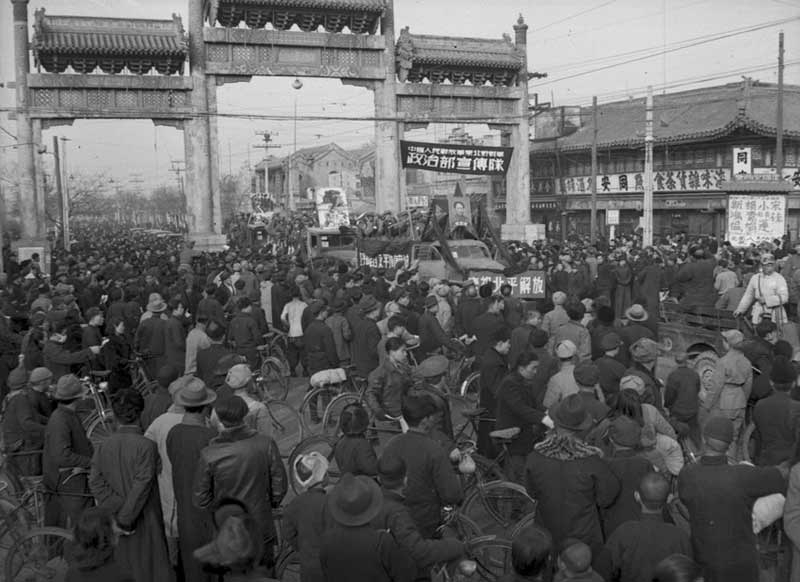
Defilada ChAL-W w zdobytym Pekinie (luty 1949 roku)
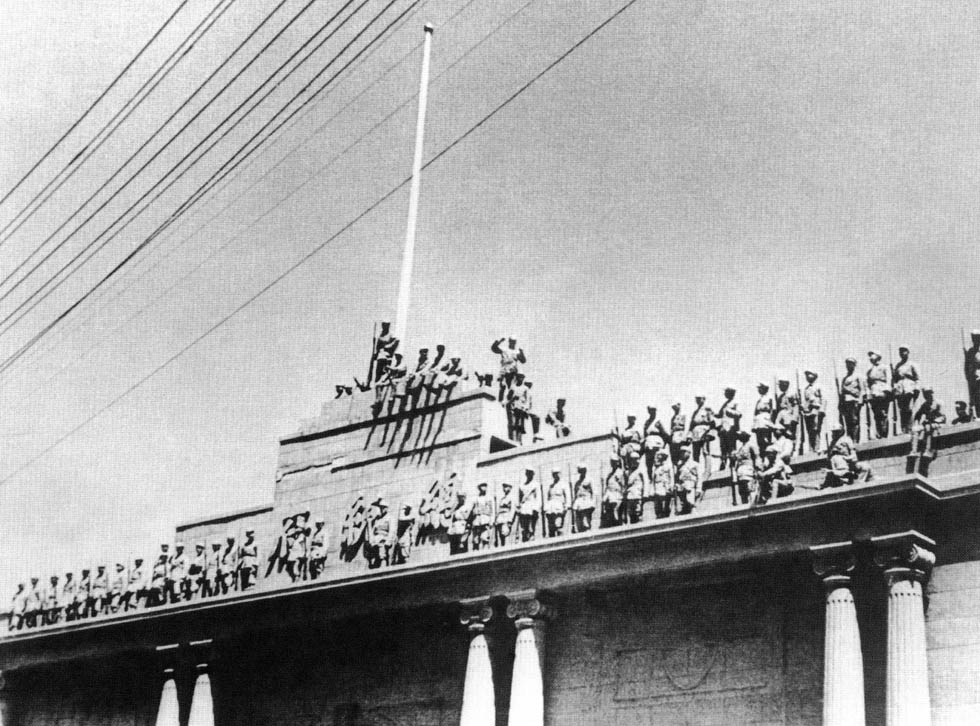
Żołnierze ChAL-W na dachu zdobytego Pałacu Prezydenckiego w Nankinie (kwiecień 1949 roku)
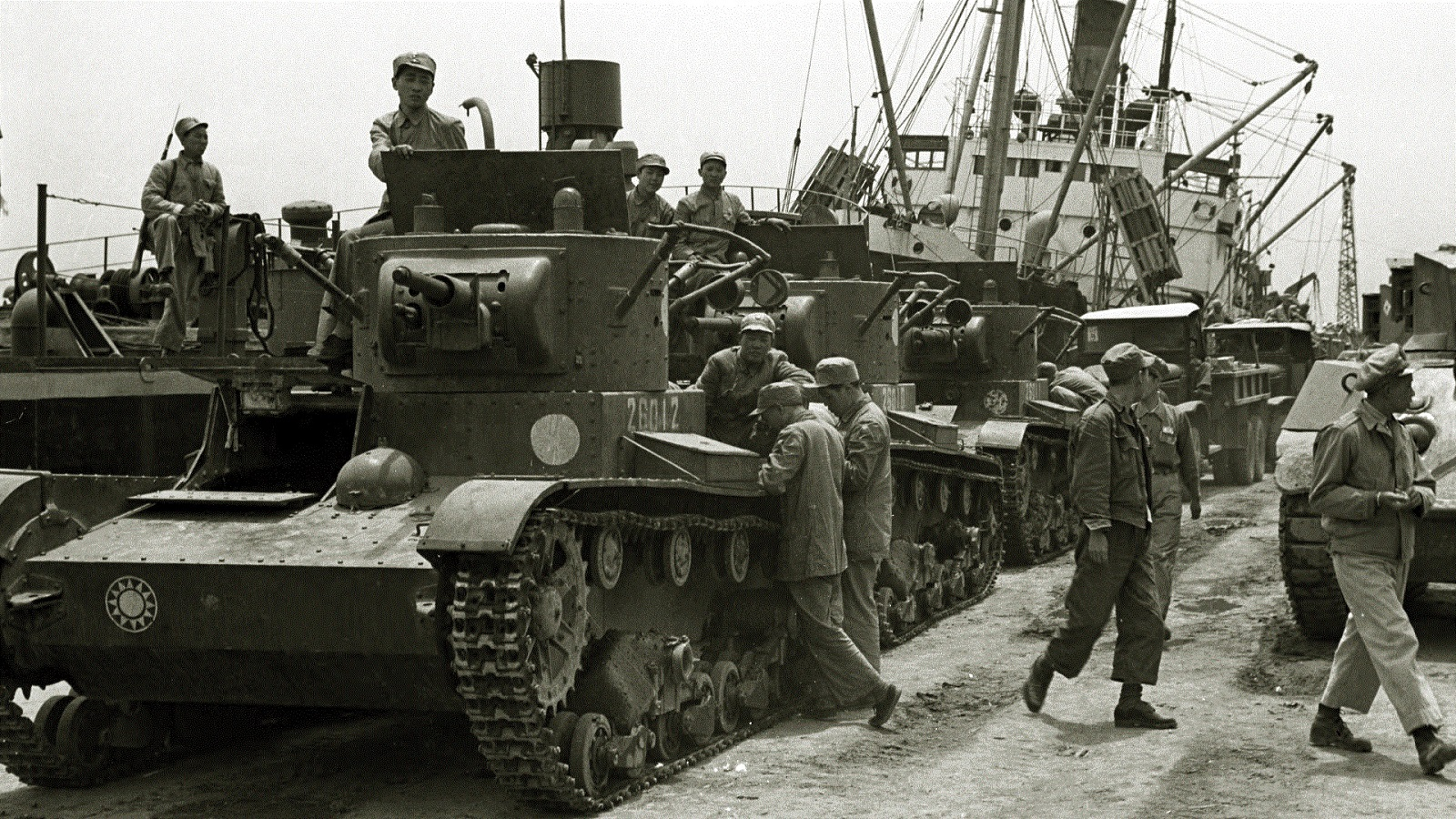
SZRCh szykują się do obrony Szanghaju, do dyspozycji mają czołgi T-26 produkcji radzieckiej (ok. maja 1949 roku)
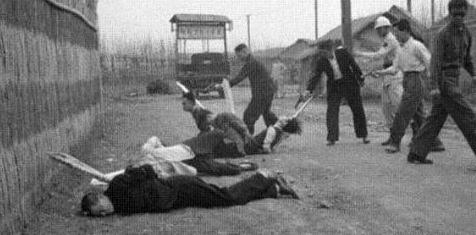
Egzekucja podejrzanych o komunistyczną działalność wywrotową w atakowanym przez ChAL-W Szanghaju (13 maja 1949 roku)
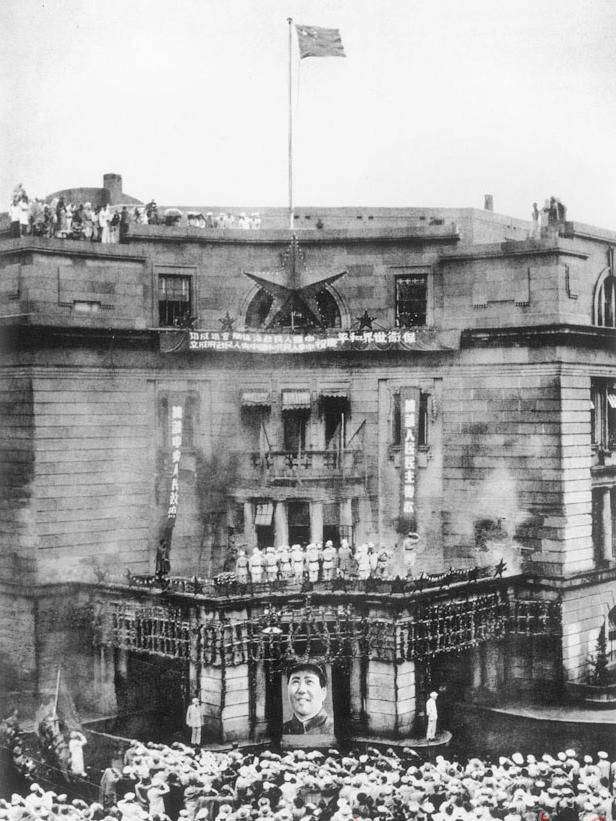
Pierwsza komunistyczna flaga podniesiona w zdobytym Szanghaju (2 października 1949 roku)
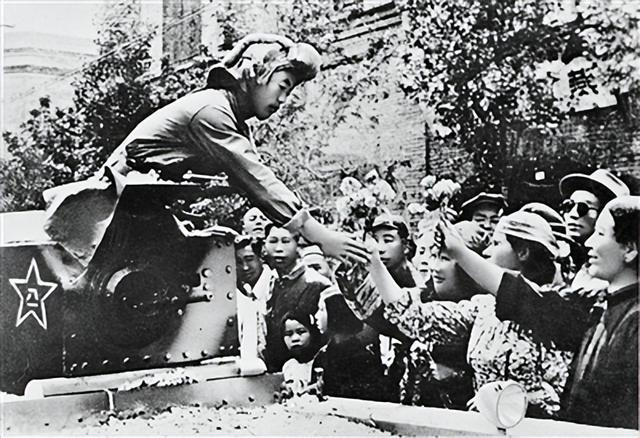
Pozowane, propagandowe zdjęcie przedstawiające mieszkańców Sinciangu wszystkich lokalnych narodowości witających siły komunistyczne wkraczające do Urumczi (25 września 1949 roku)
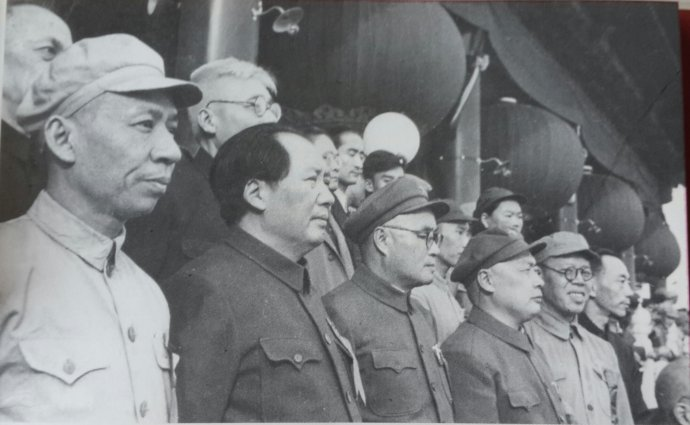
Mao Zedong podczas uroczystości proklamującej powstanie Chińskiej Republiki Ludowej (1 października 1949 roku)
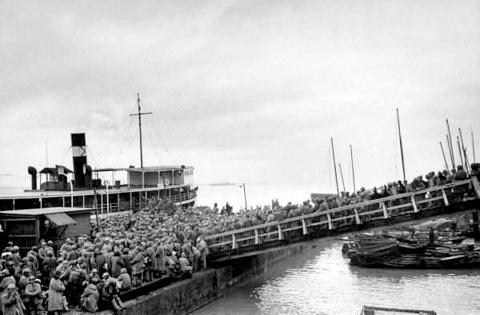
Żołnierze SZRCh wchodzą na pokład statku mającego wywieźć ich na Tajwan (1949 rok)
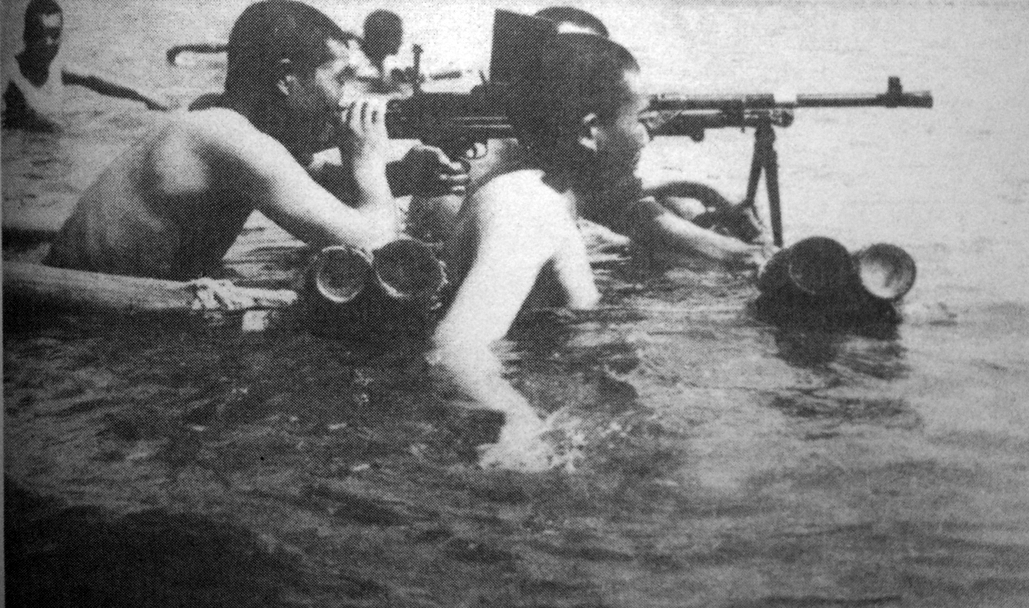
Ćwiczenia desantowe ChAL-W przed inwazją na Hajnan, drugi po Tajwanie najważniejszy bastion Kuomintangu (1949 rok)
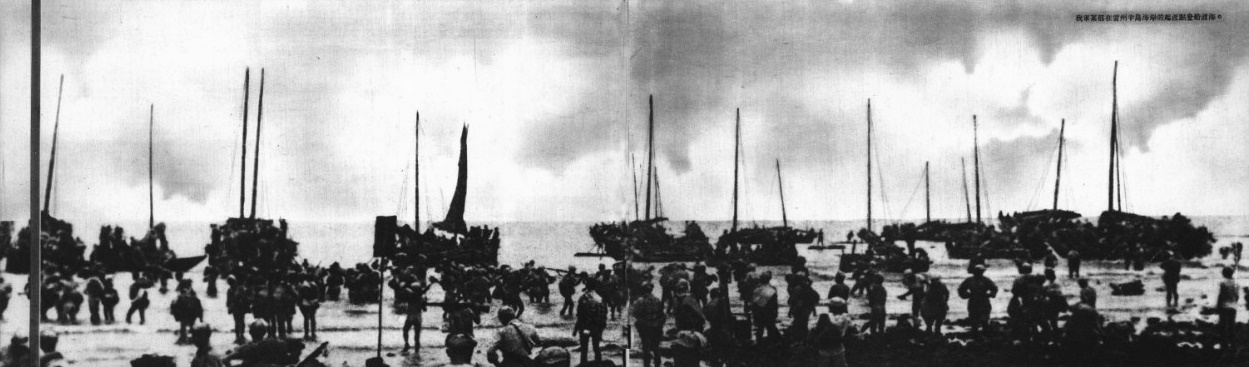
Zwycięski desant komunistów na Hajnan (1950 rok)
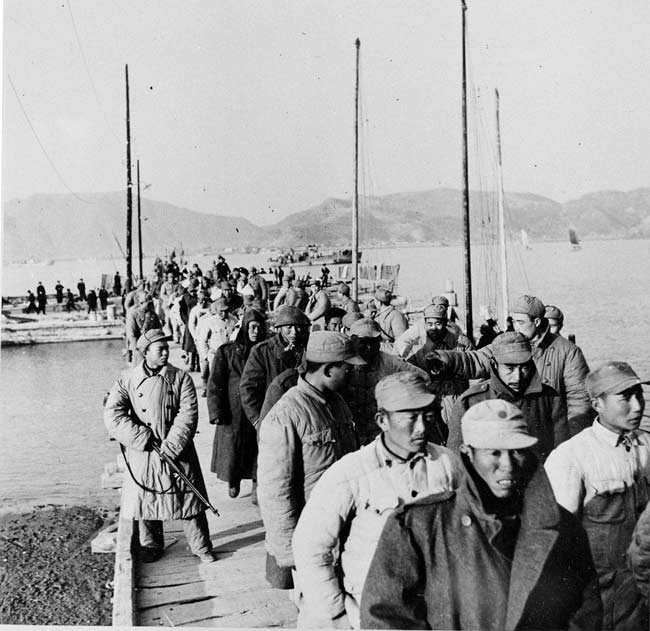
Kuomintangowscy jeńcy wzięci podczas bitwy o Yijiangshan, części pierwszego kryzysu w cieśninie tajwańskiej, ostatniej skutkującej zdobyczami terytorialnymi konfrontacji zbrojnej między nacjonalistami a komunistami, z której zwycięsko wyszli ci drudzy pomimo dużych strat przy znaczącej przewadze (20 stycznia 1955 roku)
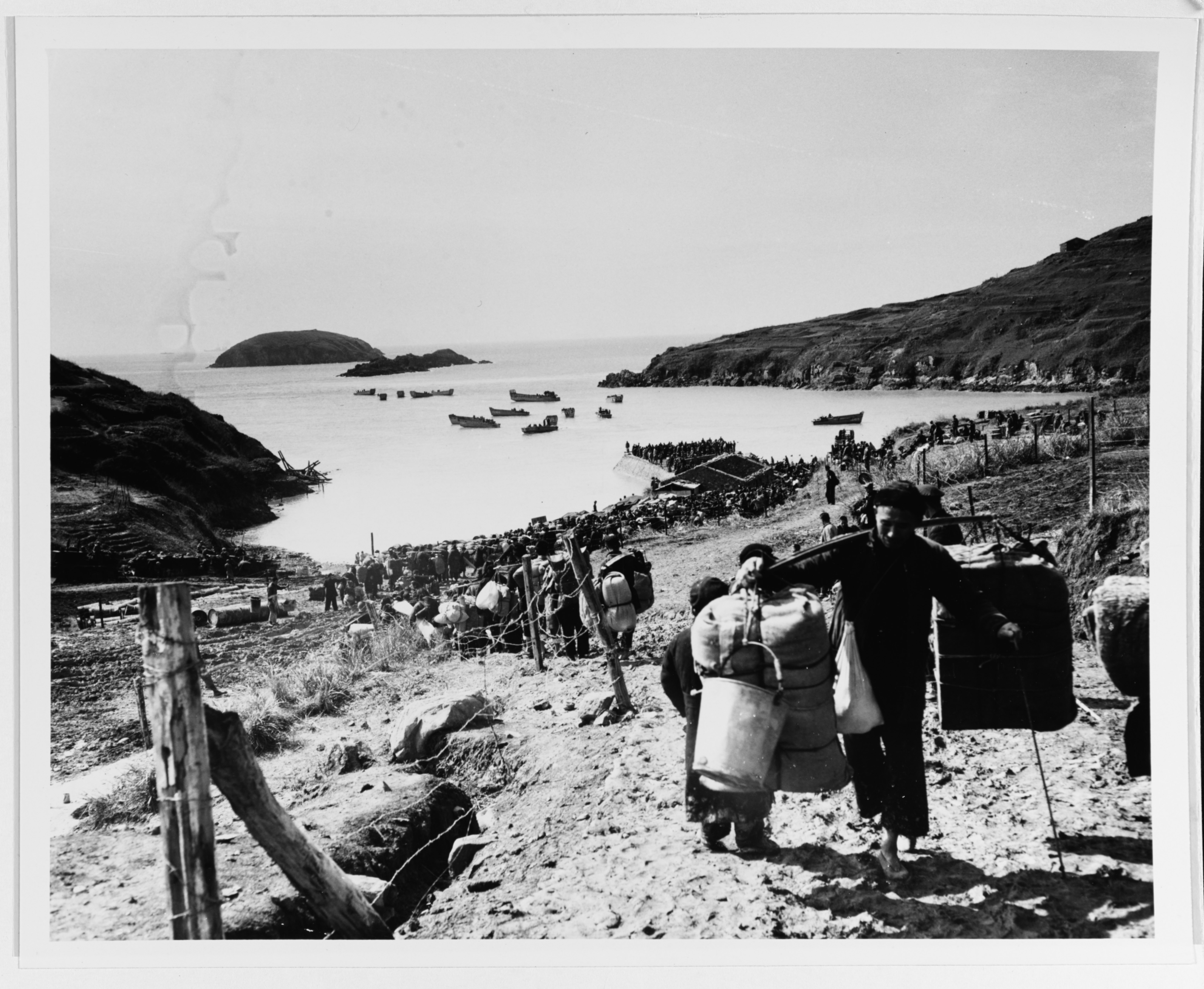
W obliczu przeważających sił inwazyjnych władze kuomintangowskie decydują się na ewakuację archipelagu Dachen obejmującą nie tylko wojsko i sprzęt, ale i cywilów (luty 1955 roku)
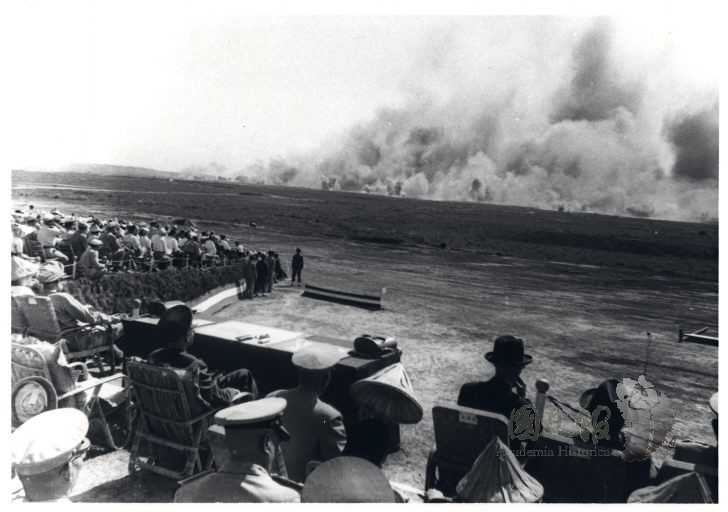
Czang obserwuje manewry SZRCh szykowanych do odbicia Chin kontynentalnych (2 października 1956 roku)
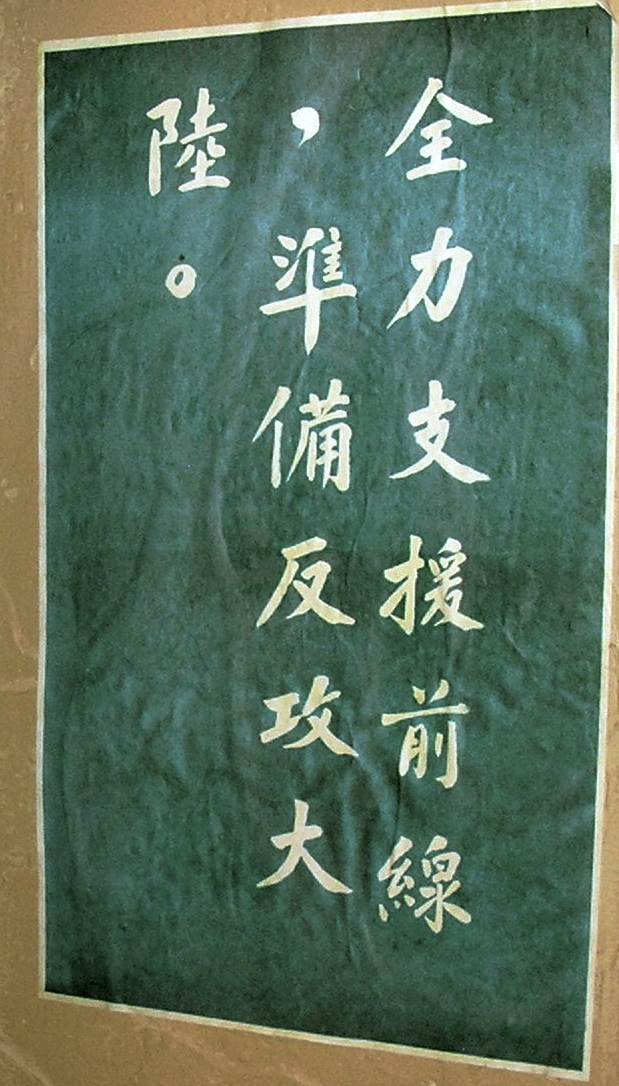
„Wspieraj linię frontu. Szykuj się na odzyskanie części kontynentalnej” – podobne hasła powszechnie pojawiały się na tajwańskich ulicach w okresie rządów Czanga (lata sześćdziesiąte XX wieku, samo zdjęcie materiału archiwalnego wykonano 1 kwietnia 2007 roku)
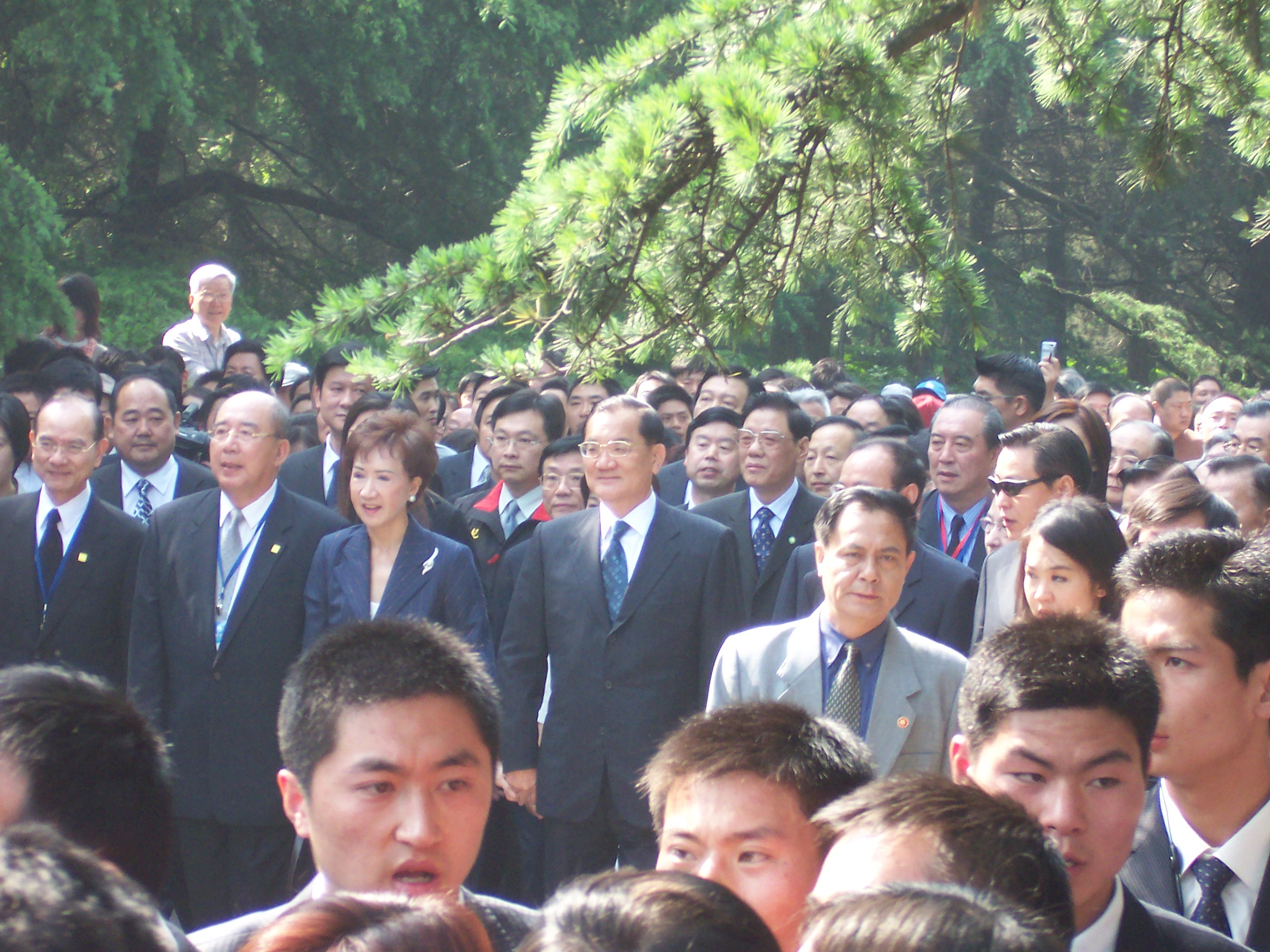
Przełomowa w stosunkach między Republiką Chińską a ChRL wizyta delegacji Kuomintangu i stronnictwa Niebieskich z przewodniczącym KMT Lienem Chanem w Chinach kontynentalnych, tu podczas zwiedzania mauzoleum Sun Jat-sena w Nankinie – pierwsze tego typu spotkanie od nieudanych negocjacji pokojowych w Chongqing z 1945 roku (27 kwietnia 2005 roku)
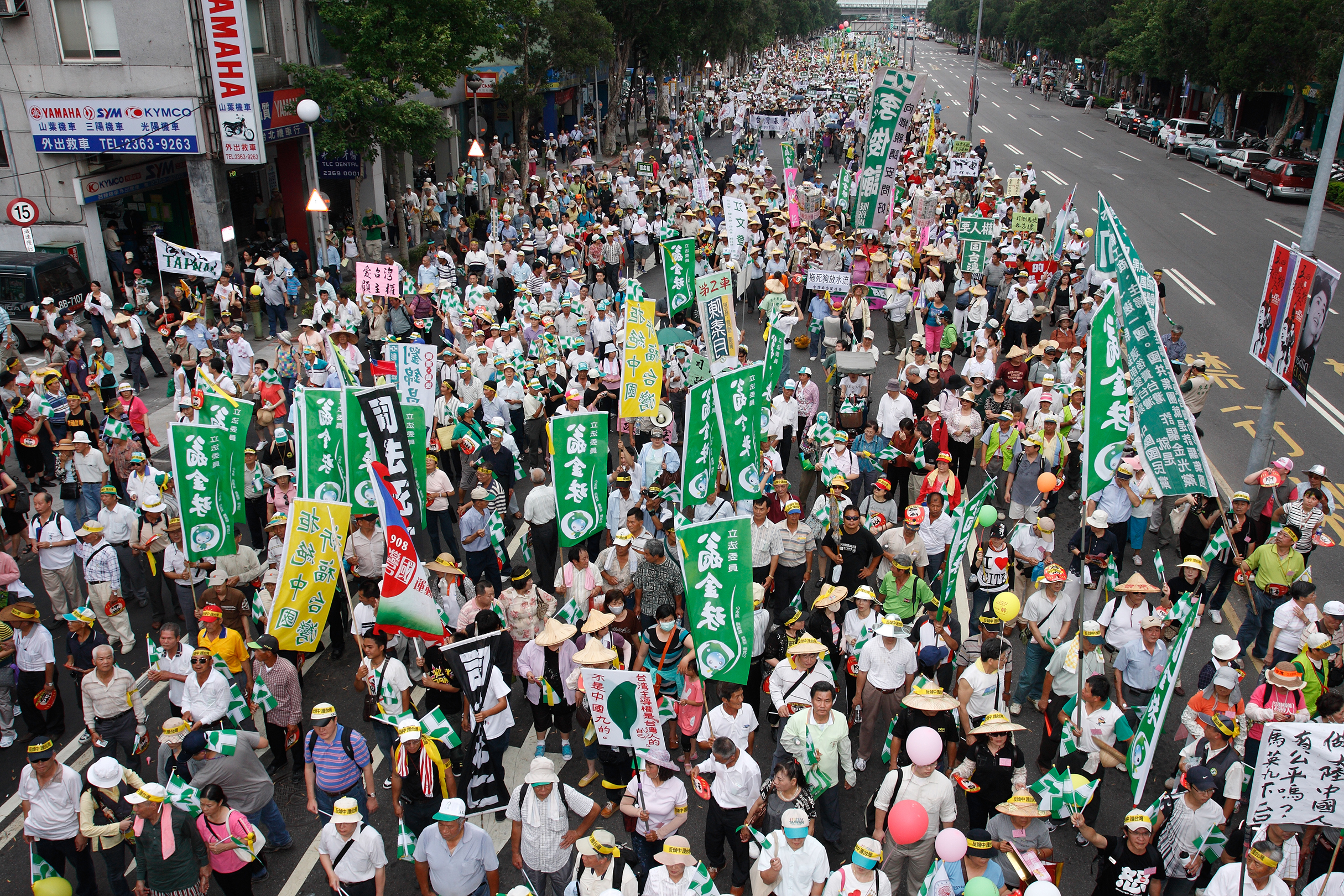
Tak zwany „Protest 517” z 17 maja 2009 roku, masowe demonstracje w Tajpej i Kaohsiung przeciwko kuomintangowskiemu prezydentowi Ma Ying-jeou, którego politykę wobec ChRL uważano za zbyt ugodową – w XXI wieku Kuomintang zmienił swoją politykę na sprzyjającą współpracy, a nawet zjednoczeniu z państwem komunistycznym ostatecznie porzucając nadzieję na odbicie Chin kontynentalnych w latach siedemdziesiątych XX wieku, rolę orędownika niezależności od komunistów przejęła Demokratyczna Partia Postępowa (popierająca „tajwanizację”, czyli budowę państwa tajwańskiego przy równoczesnym odcięciu się od roszczeń terytorialnych względem Chin kontynentalnych i dążeniu do niepodległości)
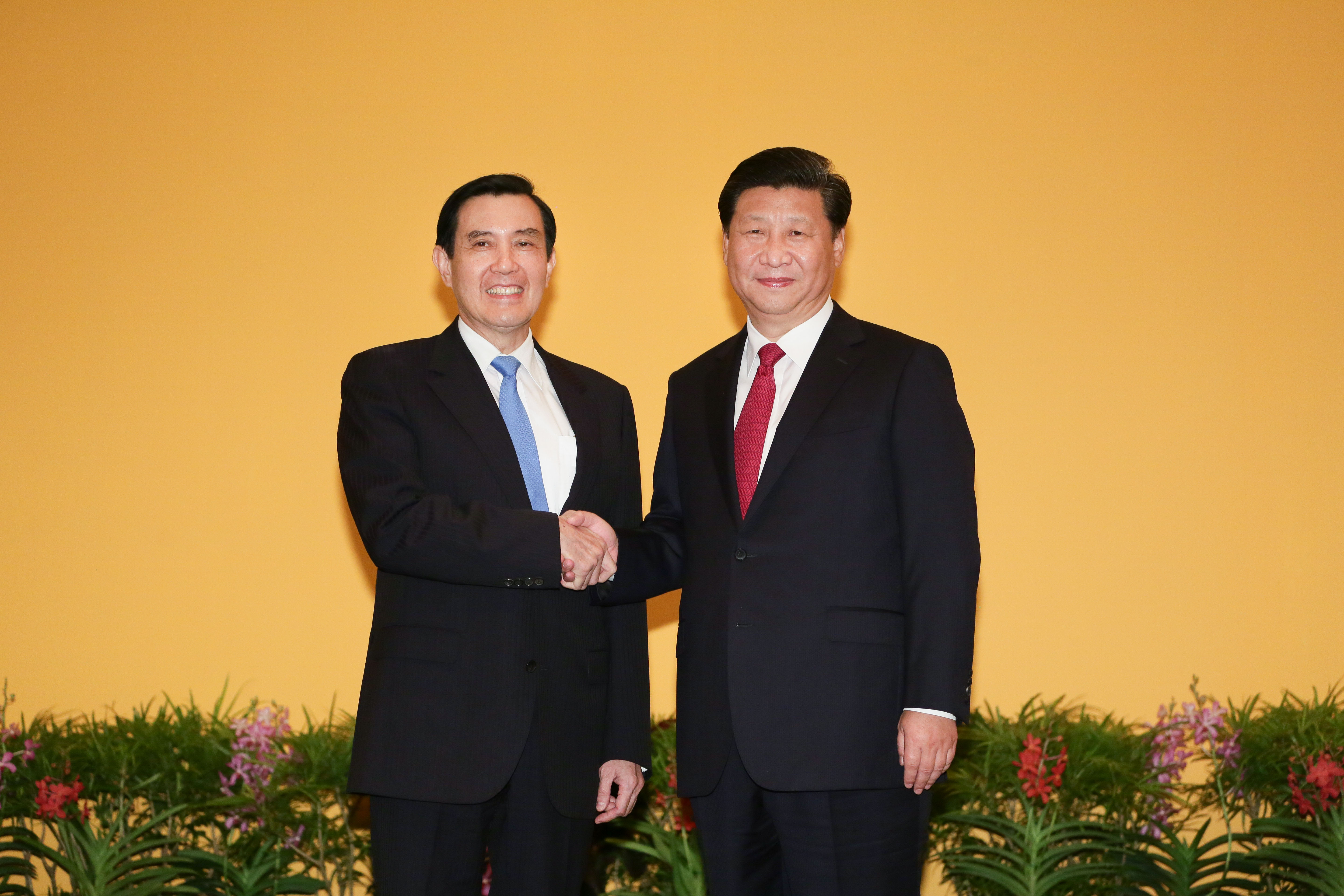
Spotkanie prezydenta Republiki Chińskiej Ma Ying-jeou i przewodniczącego Chińskiej Republiki Ludowej Xi Jinpinga w Singapurze 7 listopada 2015 roku, pierwsze spotkanie przywódców państw chińskich od czasu negocjacji pokojowych w Chongqing z 1945 roku, gdy spotkali się Czang i Mao
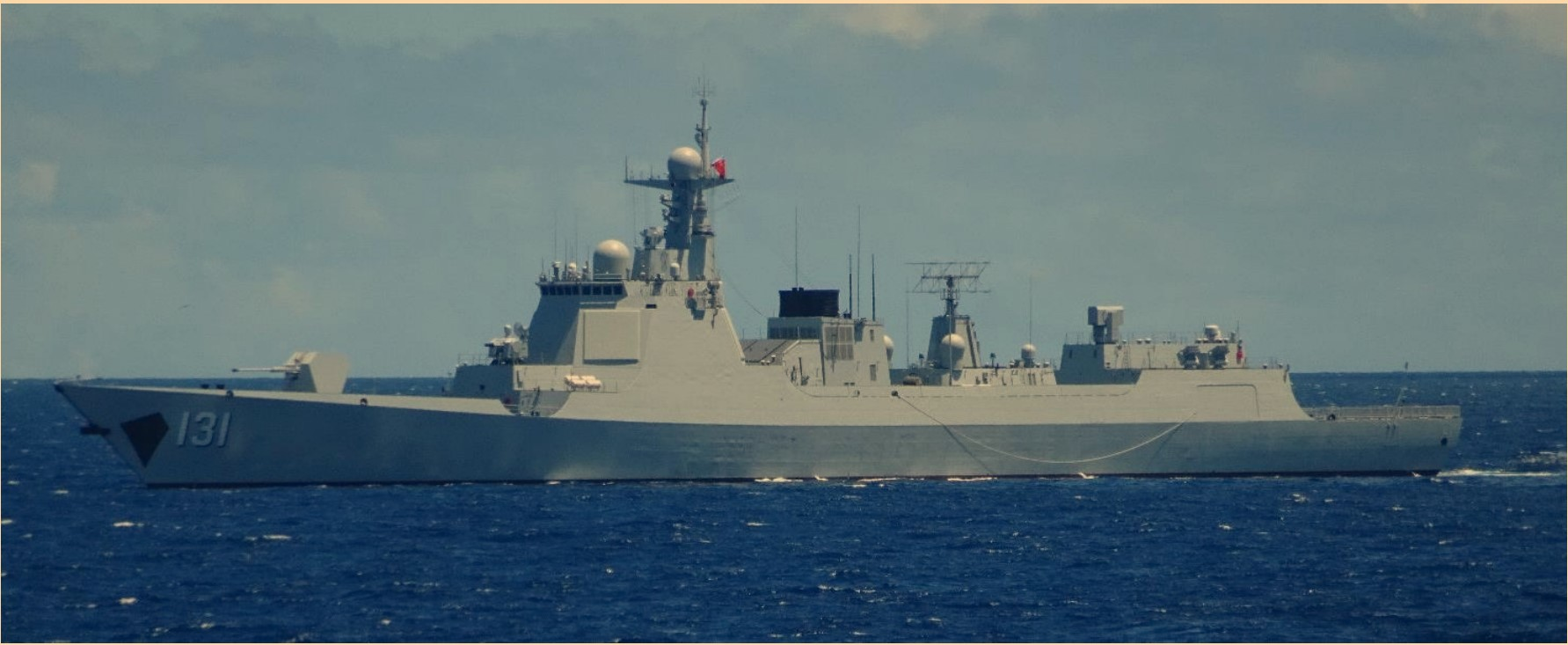
Niszczyciel rakietowy Marynarki Wojennej ChAL-W uczestniczący w wielkich ćwiczeniach ChAL-W wokół Tajwanu w sierpniu 2022 roku stanowiących demonstrację siły ChRL, której urzędujący od 2012 roku Xi Jinping znacznie zwiększył nacjonalistyczną retorykę i zapowiadał „zjednoczenie Tajwanu z resztą kraju” odczytywane jako groźbę inwazji (4 sierpnia 2022 roku)